# NBA Summer League 2014
Navigation
2013 2015
La NBA Summer League 2014 se compose de deux ligues de basket-ball professionnelles organisées par la National Basketball Association (NBA) juste après la draft 2014 de la NBA. 10 équipes ont participé à l'Orlando Summer League d’une semaine au Amway Center du 5 au 11 juillet 2014. L’autre Summer League était à Las Vegas, considérée comme la compétition officielle de la NBA. Elle a eu lieu au Thomas & Mack Center et Cox Pavilion à Paradise dans le Nevada du 11 au 21 juillet 2014, avec la participation de 23 équipes de la NBA et de l’équipe D-League Select de la NBA.
Les 76ers de Philadelphie ont remporté l'Orlando Pro Summer League en battant les Grizzlies de Memphis dans le match du titre, 91 à 75. Elfrid Payton meilleur joueur du tournoi.
Les Kings de Sacramento ont remporté le titre de la NBA Summer League de Las Vegas en battant les Rockets de Houston, 77-68. Glen Rice, Jr. des Wizards de Washington a été nommé meilleur joueur (MVP) du tournoi. Ray McCallum des Kings a été élu MVP de la finale.

## Orlando Pro Summer League

### Équipes
- Orlando Magic (hôte)
- Boston Celtics
- Brooklyn Nets
- Detroit Pistons
- Houston Rockets
- Indiana Pacers
- Memphis Grizzlies
- Miami Heat
- Oklahoma City Thunder
- Philadelphia 76ers

#### Jour 1
| 5 juillet | Boxscore | Brooklyn Nets 101, Indiana Pacers 81               | Brooklyn Nets 101, Indiana Pacers 81 | Brooklyn Nets 101, Indiana Pacers 81         |  | Amway Center, Orlando, Floride Arbitres : Steven Anderson, Kelly Pfeifer, Isaac Barnett | NBA TV |
| 5 juillet | Boxscore | Score par quart-temps : 29–11, 27–16, 24–29, 21–25 |                                      |                                              |  | Amway Center, Orlando, Floride Arbitres : Steven Anderson, Kelly Pfeifer, Isaac Barnett | NBA TV |
| 5 juillet | Boxscore | Mason Plumlee 23 Cory Jefferson 9 Marquis Teague 6 | Points Rebonds Passes d.             | Donald Sloan 21 Kevin Jones 8 Donald Sloan 3 |  | Amway Center, Orlando, Floride Arbitres : Steven Anderson, Kelly Pfeifer, Isaac Barnett | NBA TV |

| 5 juillet | Boxscore | Miami Heat 77, Boston Celtics 85                   | Miami Heat 77, Boston Celtics 85 | Miami Heat 77, Boston Celtics 85              |  | Amway Center, Orlando, Floride Arbitres : Bill Kennedy, Ben Taylor, Jacyn Goble, JB DeRosa | NBA TV |
| 5 juillet | Boxscore | Score par quart-temps : 21–20, 17–15, 16–23, 23–27 |                                  |                                               |  | Amway Center, Orlando, Floride Arbitres : Bill Kennedy, Ben Taylor, Jacyn Goble, JB DeRosa | NBA TV |
| 5 juillet | Boxscore | James Ennis 18 Benimon, Hamilton 9 Larry Drew 4    | Points Rebonds Passes d.         | Kelly Olynyk 20 Kelly Olynyk 8 Phil Pressey 7 |  | Amway Center, Orlando, Floride Arbitres : Bill Kennedy, Ben Taylor, Jacyn Goble, JB DeRosa | NBA TV |

| 5 juillet | Boxscore | Orlando Magic 83, Philadelphia 76ers 77            | Orlando Magic 83, Philadelphia 76ers 77 | Orlando Magic 83, Philadelphia 76ers 77              |  | Amway Center, Orlando, Floride Arbitres : Marques Pettigrew, Aaron Smith, Karl Lane, Brent Barnaky, Bharat Ramanan | NBA TV |
| 5 juillet | Boxscore | Score par quart-temps : 22–23, 24–20, 19–14, 18–20 |                                         |                                                      |  | Amway Center, Orlando, Floride Arbitres : Marques Pettigrew, Aaron Smith, Karl Lane, Brent Barnaky, Bharat Ramanan | NBA TV |
| 5 juillet | Boxscore | Victor Oladipo 18 Victor Oladipo 6 Elfrid Payton 5 | Points Rebonds Passes d.                | Nerlens Noel 19 Hollis Thompson 14 Hollis Thompson 5 |  | Amway Center, Orlando, Floride Arbitres : Marques Pettigrew, Aaron Smith, Karl Lane, Brent Barnaky, Bharat Ramanan | NBA TV |

| 5 juillet | Boxscore | Detroit Pistons 95, Houston Rockets 89                      | Detroit Pistons 95, Houston Rockets 89 | Detroit Pistons 95, Houston Rockets 89         |  | Amway Center, Orlando, Floride Arbitres : Kevin Scott, Steven Perry, Aaron Smith | NBA TV |
| 5 juillet | Boxscore | Score par quart-temps : 28–17, 23–23, 20–27, 24–22          |                                        |                                                |  | Amway Center, Orlando, Floride Arbitres : Kevin Scott, Steven Perry, Aaron Smith | NBA TV |
| 5 juillet | Boxscore | Kentavious Caldwell-Pope 26 DeAndre Liggins 7 Peyton Siva 6 | Points Rebonds Passes d.               | Chris Crawford 20 Tarik Black 7 Chris Kramer 7 |  | Amway Center, Orlando, Floride Arbitres : Kevin Scott, Steven Perry, Aaron Smith | NBA TV |

| 5 juillet | Boxscore | Memphis Grizzlies 84, Oklahoma City Thunder 63        | Memphis Grizzlies 84, Oklahoma City Thunder 63 | Memphis Grizzlies 84, Oklahoma City Thunder 63 |  | Amway Center, Orlando, Floride Arbitres : Curtis Blair, Gediminas Petraitis, Ged Regetz | NBA TV |
| 5 juillet | Boxscore | Score par quart-temps : 17–19, 33–16, 16–15, 18–13    |                                                |                                                |  | Amway Center, Orlando, Floride Arbitres : Curtis Blair, Gediminas Petraitis, Ged Regetz | NBA TV |
| 5 juillet | Boxscore | Jordan Adams 22 Stokes, Franklin 5 Scottie Wilbekin 5 | Points Rebonds Passes d.                       | Perry Jones 15 André Roberson 8 Jeremy Lamb 2  |  | Amway Center, Orlando, Floride Arbitres : Curtis Blair, Gediminas Petraitis, Ged Regetz | NBA TV |

#### Jour 2
| 6 juillet | Boxscore | Memphis Grizzlies 82, Detroit Pistons 85            | Memphis Grizzlies 82, Detroit Pistons 85 | Memphis Grizzlies 82, Detroit Pistons 85                              |  | Amway Center, Orlando, Floride Arbitres : James Williams, Isaac Barnett, Bharat Ramanan | NBA TV |
| 6 juillet | Boxscore | Score par quart-temps : 22-20, 17-14, 20-30, 23-21  |                                          |                                                                       |  | Amway Center, Orlando, Floride Arbitres : James Williams, Isaac Barnett, Bharat Ramanan | NBA TV |
| 6 juillet | Boxscore | Jordan Adams 20 Jarnell Stokes 12 Jamaal Franklin 4 | Points Rebonds Passes d.                 | Kentavious Caldwell-Pope 30 Kentavious Caldwell-Pope 12 Peyton Siva 7 |  | Amway Center, Orlando, Floride Arbitres : James Williams, Isaac Barnett, Bharat Ramanan | NBA TV |

| 6 juillet | Boxscore | Philadelphia 76ers 84, Oklahoma City Thunder 73    | Philadelphia 76ers 84, Oklahoma City Thunder 73 | Philadelphia 76ers 84, Oklahoma City Thunder 73    |  | Amway Center, Orlando, Floride Arbitres : Steven Anderson, Steven Perry, Jacyn Goble, JB DeRosa | NBA TV |
| 6 juillet | Boxscore | Score par quart-temps : 25-17, 21-13, 21-23, 17-20 |                                                 |                                                    |  | Amway Center, Orlando, Floride Arbitres : Steven Anderson, Steven Perry, Jacyn Goble, JB DeRosa | NBA TV |
| 6 juillet | Boxscore | Casper Ware 20 Ronald Roberts Jr. 6 Casper Ware 5  | Points Rebonds Passes d.                        | Mario Little 18 André Roberson 10 Semaj Christon 5 |  | Amway Center, Orlando, Floride Arbitres : Steven Anderson, Steven Perry, Jacyn Goble, JB DeRosa | NBA TV |

| 6 juillet | Boxscore | Miami Heat 110, Brooklyn Nets 91                   | Miami Heat 110, Brooklyn Nets 91 | Miami Heat 110, Brooklyn Nets 91                        |  | Amway Center, Orlando, Floride Arbitres : Curtis Blair, Marques Pettigrew, Ged Regetz | NBA TV |
| 6 juillet | Boxscore | Score par quart-temps : 30-17, 21-19, 27-26, 32-29 |                                  |                                                         |  | Amway Center, Orlando, Floride Arbitres : Curtis Blair, Marques Pettigrew, Ged Regetz | NBA TV |
| 6 juillet | Boxscore | James Ennis 29 Justin Hamilton 9 Shabazz Napier 7  | Points Rebonds Passes d.         | Mason Plumlee 18 Thomas, Jefferson 5 M. Brown, Thames 6 |  | Amway Center, Orlando, Floride Arbitres : Curtis Blair, Marques Pettigrew, Ged Regetz | NBA TV |

#### Jour 3
| 7 juillet | Boxscore | Indiana Pacers 96, Boston Celtics 77               | Indiana Pacers 96, Boston Celtics 77 | Indiana Pacers 96, Boston Celtics 77                            |  | Amway Center, Orlando, Floride Arbitres : Steven Perry, Brent Barnaky, Kelly Pfeifer | NBA TV |
| 7 juillet | Boxscore | Score par quart-temps : 14–30, 34–11, 31–16, 17–20 |                                      |                                                                 |  | Amway Center, Orlando, Floride Arbitres : Steven Perry, Brent Barnaky, Kelly Pfeifer | NBA TV |
| 7 juillet | Boxscore | Willie Reed 18 Arinze Onuaku 8 James Nunnally 4    | Points Rebonds Passes d.             | Kelly Olynyk 15 Olynyk, Pressey, Moser 6 Olynyk, Smart, Moser 4 |  | Amway Center, Orlando, Floride Arbitres : Steven Perry, Brent Barnaky, Kelly Pfeifer | NBA TV |

| 7 juillet | Boxscore | Houston Rockets 69, Orlando Magic 87               | Houston Rockets 69, Orlando Magic 87 | Houston Rockets 69, Orlando Magic 87             |  | Amway Center, Orlando, Floride Arbitres : Kevin Scott, JB DeRosa, Gediminas Petraitis | NBA TV |
| 7 juillet | Boxscore | Score par quart-temps : 11–23, 20–31, 18–11, 20–22 |                                      |                                                  |  | Amway Center, Orlando, Floride Arbitres : Kevin Scott, JB DeRosa, Gediminas Petraitis | NBA TV |
| 7 juillet | Boxscore | Nick Johnson 13 Chris Crawford 8 Chris Crawford 5  | Points Rebonds Passes d.             | Elfrid Payton 12 Elfrid Payton 8 Elfrid Payton 9 |  | Amway Center, Orlando, Floride Arbitres : Kevin Scott, JB DeRosa, Gediminas Petraitis | NBA TV |

| 7 juillet | Boxscore | Oklahoma City Thunder 98, Brooklyn Nets 84         | Oklahoma City Thunder 98, Brooklyn Nets 84 | Oklahoma City Thunder 98, Brooklyn Nets 84           |  | Amway Center, Orlando, Floride Arbitres : Ben Taylor, John Conley, Aaron Smith | NBA TV |
| 7 juillet | Boxscore | Score par quart-temps : 22–24, 21–19, 26–22, 29–19 |                                            |                                                      |  | Amway Center, Orlando, Floride Arbitres : Ben Taylor, John Conley, Aaron Smith | NBA TV |
| 7 juillet | Boxscore | Jeremy Lamb 26 Mitch McGary 13 Michael Stockton 5  | Points Rebonds Passes d.                   | Mason Plumlee 13 Summers, Plumlee 6 Marquis Teague 4 |  | Amway Center, Orlando, Floride Arbitres : Ben Taylor, John Conley, Aaron Smith | NBA TV |

#### Jour 4
| 8 juillet | Boxscore | Orlando Magic 73, Memphis Grizzlies 80                | Orlando Magic 73, Memphis Grizzlies 80 | Orlando Magic 73, Memphis Grizzlies 80              |  | Amway Center, Orlando, Floride Arbitres : James Williams, Marques Pettigrew, Jacyn Goble | NBA TV |
| 8 juillet | Boxscore | Score par quart-temps : 23-17, 16-24, 17-23, 17-16    |                                        |                                                     |  | Amway Center, Orlando, Floride Arbitres : James Williams, Marques Pettigrew, Jacyn Goble | NBA TV |
| 8 juillet | Boxscore | Dewayne Dedmon 13 Victor Oladipo 7 C. Jones, Payton 3 | Points Rebonds Passes d.               | Kalin Lucas 14 Jarnell Stokes 12 Scottie Wilbekin 5 |  | Amway Center, Orlando, Floride Arbitres : James Williams, Marques Pettigrew, Jacyn Goble | NBA TV |

| 8 juillet | Boxscore | Miami Heat 78, Detroit Pistons 80                       | Miami Heat 78, Detroit Pistons 80 | Miami Heat 78, Detroit Pistons 80                             |  | Amway Center, Orlando, Floride Arbitres : Curtis Blair, Ged Regetz, Kelly Pfeifer | NBA TV |
| 8 juillet | Boxscore | Score par quart-temps : 21-14, 17-16, 17-27, 23-23      |                                   |                                                               |  | Amway Center, Orlando, Floride Arbitres : Curtis Blair, Ged Regetz, Kelly Pfeifer | NBA TV |
| 8 juillet | Boxscore | Tyler Honeycutt 12 Eli Holman 9 Napier, Dawkins, Drew 2 | Points Rebonds Passes d.          | Kentavious Caldwell-Pope 26 Caldwell-Pope 7 DeAndre Liggins 5 |  | Amway Center, Orlando, Floride Arbitres : Curtis Blair, Ged Regetz, Kelly Pfeifer | NBA TV |

| 8 juillet | Boxscore | Houston Rockets 71, Philadelphia 76ers 92          | Houston Rockets 71, Philadelphia 76ers 92 | Houston Rockets 71, Philadelphia 76ers 92     |  | Amway Center, Orlando, Floride Arbitres : Steven Anderson, Isaac Barnett, Bharat Ramanan | NBA TV |
| 8 juillet | Boxscore | Score par quart-temps : 21-19, 19-27, 19-23, 12-23 |                                           |                                               |  | Amway Center, Orlando, Floride Arbitres : Steven Anderson, Isaac Barnett, Bharat Ramanan | NBA TV |
| 8 juillet | Boxscore | Jahii Carson 18 Tarik Black 10 Nick Johnson 4      | Points Rebonds Passes d.                  | Casper Ware 16 JaKarr Sampson 8 Casper Ware 4 |  | Amway Center, Orlando, Floride Arbitres : Steven Anderson, Isaac Barnett, Bharat Ramanan | NBA TV |

#### Jour 5
| 9 juillet | Boxscore | Indiana Pacers 94, Oklahoma City Thunder 71        | Indiana Pacers 94, Oklahoma City Thunder 71 | Indiana Pacers 94, Oklahoma City Thunder 71                                     |  | Amway Center, Orlando, Floride Arbitres : Brent Barnaky, Steven Perry, Gediminas Petraitis | NBA TV |
| 9 juillet | Boxscore | Score par quart-temps : 22-23, 34-13, 22-15, 16-20 |                                             |                                                                                 |  | Amway Center, Orlando, Floride Arbitres : Brent Barnaky, Steven Perry, Gediminas Petraitis | NBA TV |
| 9 juillet | Boxscore | Donald Sloan 19 Kevin Jones 12 Donald Sloan 6      | Points Rebonds Passes d.                    | Mitch McGary 15 André Roberson 10 A. Roberson, J. Lamb, N. Smith, M. Stockton 2 |  | Amway Center, Orlando, Floride Arbitres : Brent Barnaky, Steven Perry, Gediminas Petraitis | NBA TV |

| 9 juillet | Boxscore | Philadelphia 76ers 92, Brooklyn Nets 86            | Philadelphia 76ers 92, Brooklyn Nets 86 | Philadelphia 76ers 92, Brooklyn Nets 86               |  | Amway Center, Orlando, Floride Arbitres : Curtis Blair, JB DeRosa, Aaron Smith | NBA TV |
| 9 juillet | Boxscore | Score par quart-temps : 20-16, 16-27, 27-26, 29-17 |                                         |                                                       |  | Amway Center, Orlando, Floride Arbitres : Curtis Blair, JB DeRosa, Aaron Smith | NBA TV |
| 9 juillet | Boxscore | Casper Ware 24 H. Thompson, Noel 9 Casper Ware 8   | Points Rebonds Passes d.                | Greene, M. Brown 17 Cory Jefferson 8 Marquis Teague 9 |  | Amway Center, Orlando, Floride Arbitres : Curtis Blair, JB DeRosa, Aaron Smith | NBA TV |

| 9 juillet | Boxscore | Boston Celtics 92, Detroit Pistons 90              | Boston Celtics 92, Detroit Pistons 90 | Boston Celtics 92, Detroit Pistons 90                                           |  | Amway Center, Orlando, Floride Arbitres : Kevin Scott, Steven Anderson, Ged Regetz | NBA TV |
| 9 juillet | Boxscore | Score par quart-temps : 20-17, 32-33, 22-11, 18-29 |                                       |                                                                                 |  | Amway Center, Orlando, Floride Arbitres : Kevin Scott, Steven Anderson, Ged Regetz | NBA TV |
| 9 juillet | Boxscore | Kelly Olynyk 16 Kelly Olynyk 9 Marcus Smart 6      | Points Rebonds Passes d.              | Kentavious Caldwell-Pope 26 Kentavious Caldwell-Pope 9 Liggins, Caldwell-Pope 3 |  | Amway Center, Orlando, Floride Arbitres : Kevin Scott, Steven Anderson, Ged Regetz | NBA TV |

#### Jour 6
| 10 juillet | Boxscore | Indiana Pacers 84, Miami Heat 74                   | Indiana Pacers 84, Miami Heat 74 | Indiana Pacers 84, Miami Heat 74                |  | Amway Center, Orlando, Floride Arbitres : Curtis Blair, Aaron Smith, Jacyn Goble, Gediminas Petraitis | NBA TV |
| 10 juillet | Boxscore | Score par quart-temps : 16-13, 22-21, 20-23, 26-17 |                                  |                                                 |  | Amway Center, Orlando, Floride Arbitres : Curtis Blair, Aaron Smith, Jacyn Goble, Gediminas Petraitis | NBA TV |
| 10 juillet | Boxscore | James Nunnally 19 Kevin Jones 15 Dee Bost 7        | Points Rebonds Passes d.         | James Ennis 17 Justin Hamilton 6 Napier, Drew 5 |  | Amway Center, Orlando, Floride Arbitres : Curtis Blair, Aaron Smith, Jacyn Goble, Gediminas Petraitis | NBA TV |

| 10 juillet | Boxscore | Boston Celtics 76, Orlando Magic 67                | Boston Celtics 76, Orlando Magic 67 | Boston Celtics 76, Orlando Magic 67            |  | Amway Center, Orlando, Floride Arbitres : Ben Taylor, Isaac Barnett, Marques Pettigrew | NBA TV |
| 10 juillet | Boxscore | Score par quart-temps : 15-14, 14-18, 20-18, 27-17 |                                     |                                                |  | Amway Center, Orlando, Floride Arbitres : Ben Taylor, Isaac Barnett, Marques Pettigrew | NBA TV |
| 10 juillet | Boxscore | Marcus Smart 19 Chris Johnson 6 Marcus Smart 5     | Points Rebonds Passes d.            | Seth Curry 15 Elfrid Payton 9 Elfrid Payton 10 |  | Amway Center, Orlando, Floride Arbitres : Ben Taylor, Isaac Barnett, Marques Pettigrew | NBA TV |

| 10 juillet | Boxscore | Memphis Grizzlies 88, Houston Rockets 74                 | Memphis Grizzlies 88, Houston Rockets 74 | Memphis Grizzlies 88, Houston Rockets 74 |  | Amway Center, Orlando, Floride Arbitres : James Williams, Kelly Pfeifer, Bharat Ramanan | NBA TV |
| 10 juillet | Boxscore | Score par quart-temps : 26-17, 19-27, 19-14, 24-16       |                                          |                                          |  | Amway Center, Orlando, Floride Arbitres : James Williams, Kelly Pfeifer, Bharat Ramanan | NBA TV |
| 10 juillet | Boxscore | Jordan Adams 19 Stokes, D. Thompson 7 Scottie Wilbekin 8 | Points Rebonds Passes d.                 | Nick Johnson 22 Nick Johnson 6           |  | Amway Center, Orlando, Floride Arbitres : James Williams, Kelly Pfeifer, Bharat Ramanan | NBA TV |

### Classement
Le classement a été déterminé par le total des points d’une équipe après les cinq premiers matchs. Huit points ont été attribués à chaque match : quatre points pour avoir gagné et un point pour chaque quart-temps remporté par une équipe. En cas d’égalité, chaque équipe obtient un demi-point. Si deux équipes ou plus avaient des points égaux, les tiebreakers suivants s’appliquaient :
- Différence de points
- Total des points le moins élevé possible
- Pile ou face

| #  | Équipe                | MJ | V | D | PTS  | Tiebreaker               |
| -- | --------------------- | -- | - | - | ---- | ------------------------ |
| 1  | Memphis Grizzlies     | 4  | 3 | 1 | 23   |                          |
| 2  | Philadelphia 76ers    | 4  | 3 | 1 | 22   |                          |
| 3  | Indiana Pacers        | 4  | 3 | 1 | 21   | Différence de points +32 |
| 4  | Boston Celtics        | 4  | 3 | 1 | 21   | Différence de points 0   |
| 5  | Detroit Pistons       | 4  | 3 | 1 | 19   |                          |
| 6  | Orlando Magic         | 4  | 2 | 2 | 16   |                          |
| 7  | Miami Heat            | 4  | 1 | 3 | 13.5 |                          |
| 8  | Oklahoma City Thunder | 4  | 1 | 3 | 12   |                          |
| 9  | Brooklyn Nets         | 4  | 1 | 3 | 8    |                          |
| 10 | Houston Rockets       | 4  | 0 | 4 | 4.5  |                          |

### Phases finales

#### 9eplace
| 11 juillet | Boxscore | Houston Rockets 101, Brooklyn Nets 75                | Houston Rockets 101, Brooklyn Nets 75 | Houston Rockets 101, Brooklyn Nets 75               |  | Amway Center, Orlando, Floride Arbitres : Steven Anderson, Bharat Ramanan, Kelly Pfeifer | NBA TV |
| 11 juillet | Boxscore | Score par quart-temps : 29-22, 21-17, 26-18, 25-18   |                                       |                                                     |  | Amway Center, Orlando, Floride Arbitres : Steven Anderson, Bharat Ramanan, Kelly Pfeifer | NBA TV |
| 11 juillet | Boxscore | Jermaine Marshall 21 Nick Johnson 10 Nick Johnson 10 | Points Rebonds Passes d.              | Cory Jefferson 19 Cory Jefferson 7 Marquis Teague 7 |  | Amway Center, Orlando, Floride Arbitres : Steven Anderson, Bharat Ramanan, Kelly Pfeifer | NBA TV |

#### 7eplace
| 11 juillet | Boxscore | Oklahoma City Thunder 103, Miami Heat 98           | Oklahoma City Thunder 103, Miami Heat 98 | Oklahoma City Thunder 103, Miami Heat 98            |  | Amway Center, Orlando, Floride Arbitres : Ben Taylor, Marques Pettigrew, Jacyn Goble | NBA TV |
| 11 juillet | Boxscore | Score par quart-temps : 35-29, 25-29, 20-22, 23-18 |                                          |                                                     |  | Amway Center, Orlando, Floride Arbitres : Ben Taylor, Marques Pettigrew, Jacyn Goble | NBA TV |
| 11 juillet | Boxscore | Perry Jones 20 Perry Jones 8 Mario Little 7        | Points Rebonds Passes d.                 | Andre Dawkins 27 Justin Hamilton 7 Shabazz Napier 7 |  | Amway Center, Orlando, Floride Arbitres : Ben Taylor, Marques Pettigrew, Jacyn Goble | NBA TV |

#### 5eplace
| 11 juillet | Boxscore | Orlando Magic 96, Detroit Pistons 87               | Orlando Magic 96, Detroit Pistons 87 | Orlando Magic 96, Detroit Pistons 87                 |  | Amway Center, Orlando, Floride Arbitres : Gediminas Petraitis, JB DeRosa, Ged Regetz | NBA TV |
| 11 juillet | Boxscore | Score par quart-temps : 23-20, 29-23, 30-19, 14-25 |                                      |                                                      |  | Amway Center, Orlando, Floride Arbitres : Gediminas Petraitis, JB DeRosa, Ged Regetz | NBA TV |
| 11 juillet | Boxscore | Victor Oladipo 22 Vernon Macklin 6 Elfrid Payton 8 | Points Rebonds Passes d.             | DeAndre Liggins 20 Justin Harper 8 DeAndre Liggins 7 |  | Amway Center, Orlando, Floride Arbitres : Gediminas Petraitis, JB DeRosa, Ged Regetz | NBA TV |

#### Petite finale
| 11 juillet | Boxscore | Boston Celtics 86, Indiana Pacers 95               | Boston Celtics 86, Indiana Pacers 95 | Boston Celtics 86, Indiana Pacers 95               |  | Amway Center, Orlando, Floride Arbitres : Brent Barnaky, Isaac Barnett, Steven Perry | NBA TV |
| 11 juillet | Boxscore | Score par quart-temps : 22–27, 22–25, 24–19, 18–24 |                                      |                                                    |  | Amway Center, Orlando, Floride Arbitres : Brent Barnaky, Isaac Barnett, Steven Perry | NBA TV |
| 11 juillet | Boxscore | Marcus Smart 20 Moser, Anosike 10 Phil Pressey 13  | Points Rebonds Passes d.             | Donald Sloan 20 K. Jones, Onuaku 8 Donald Sloan 10 |  | Amway Center, Orlando, Floride Arbitres : Brent Barnaky, Isaac Barnett, Steven Perry | NBA TV |

#### Finale
| 11 juillet | Boxscore | Philadelphia 76ers 91, Memphis Grizzlies 75            | Philadelphia 76ers 91, Memphis Grizzlies 75 | Philadelphia 76ers 91, Memphis Grizzlies 75       |  | Amway Center, Orlando, Floride Arbitres : James Williams, Kevin Scott, Aaron Smith | NBA TV |
| 11 juillet | Boxscore | Score par quart-temps : 21-15, 14-27, 26-10, 30-23     |                                             |                                                   |  | Amway Center, Orlando, Floride Arbitres : James Williams, Kevin Scott, Aaron Smith | NBA TV |
| 11 juillet | Boxscore | Hollis Thompson 21 Ronald Roberts Jr. 11 Casper Ware 7 | Points Rebonds Passes d.                    | Deon Thompson 15 Jarnell Stokes 11 Jordan Adams 5 |  | Amway Center, Orlando, Floride Arbitres : James Williams, Kevin Scott, Aaron Smith | NBA TV |

### Classement final
| #  | Équipe                | MJ | V | D | PCT   |
| -- | --------------------- | -- | - | - | ----- |
| 1  | Philadelphia 76ers    | 5  | 4 | 1 | 80,0% |
| 2  | Memphis Grizzlies     | 5  | 3 | 2 | 60,0% |
| 3  | Indiana Pacers        | 5  | 4 | 1 | 80,0% |
| 4  | Boston Celtics        | 5  | 3 | 2 | 60,0% |
| 5  | Orlando Magic         | 5  | 3 | 2 | 60,0% |
| 6  | Detroit Pistons       | 5  | 3 | 2 | 60,0% |
| 7  | Oklahoma City Thunder | 5  | 2 | 3 | 40,0% |
| 8  | Miami Heat            | 5  | 1 | 4 | 20,0% |
| 9  | Houston Rockets       | 5  | 1 | 4 | 20,0% |
| 10 | Brooklyn Nets         | 5  | 1 | 4 | 20,0% |

### Leaders statistiques
| Joueur                   | Équipe             | PTS  |
| ------------------------ | ------------------ | ---- |
| Kentavious Caldwell-Pope | Detroit Pistons    | 24.0 |
| Casper Ware              | Philadelphia 76ers | 19.0 |
| Donald Sloan             | Indiana Pacers     | 18.5 |
| Mason Plumlee            | Brooklyn Nets      | 18.0 |
| Kelly Olynyk             | Boston Celtics     | 17.5 |

| Joueur          | Équipe                | REB  |
| --------------- | --------------------- | ---- |
| Kevin Jones     | Indiana Pacers        | 10.0 |
| Jarnell Stokes  | Memphis Grizzlies     | 9.4  |
| André Roberson  | Oklahoma City Thunder | 8.3  |
| Hollis Thompson | Philadelphia 76ers    | 8.0  |
| Arinze Onuaku   | Indiana Pacers        | 7.5  |

| Joueur         | Équipe             | PAD |
| -------------- | ------------------ | --- |
| Elfrid Payton  | Orlando Magic      | 7.0 |
| Marquis Teague | Brooklyn Nets      | 5.8 |
| Donald Sloan   | Indiana Pacers     | 5.5 |
| Phil Pressey   | Boston Celtics     | 5.4 |
| Casper Ware    | Philadelphia 76ers | 5.2 |

MVP du tournoi : Elfrid Payton, Magic d'Orlando

## Las Vegas NBA Summer League

### Teams
- Atlanta Hawks
- Charlotte Hornets
- Chicago Bulls
- Cleveland Cavaliers
- Dallas Mavericks
- Denver Nuggets
- Golden State Warriors
- Houston Rockets
- Los Angeles Clippers
- Los Angeles Lakers
- Miami Heat
- Milwaukee Bucks
- Minnesota Timberwolves
- NBA D-League Select
- New Orleans Pelicans
- New York Knicks
- Philadelphia 76ers
- Phoenix Suns
- Portland Trail Blazers
- Sacramento Kings
- San Antonio Spurs
- Toronto Raptors
- Utah Jazz
- Washington Wizards

### Matchs

#### Jour 1
| 11 juillet | Boxscore | New York Knicks 76, Dallas Mavericks 64             | New York Knicks 76, Dallas Mavericks 64 | New York Knicks 76, Dallas Mavericks 64       |  | Cox Pavilion, Paradise, Nevada Arbitres : Matt Boland, Brett Nansel, Jeff Wooten | NBA TV |
| 11 juillet | Boxscore | Score par quart-temps : 17-16, 17-15, 21-15, 21-18  |                                         |                                               |  | Cox Pavilion, Paradise, Nevada Arbitres : Matt Boland, Brett Nansel, Jeff Wooten | NBA TV |
| 11 juillet | Boxscore | Tim Hardaway, Jr. 25 Cole Aldrich 14 Shane Larkin 5 | Points Rebonds Passes d.                | Bernard James 15 Bernard James 10 Gal Mekel 4 |  | Cox Pavilion, Paradise, Nevada Arbitres : Matt Boland, Brett Nansel, Jeff Wooten | NBA TV |

| 11 juillet | Boxscore | Toronto Raptors 89, Los Angeles Lakers 78          | Toronto Raptors 89, Los Angeles Lakers 78 | Toronto Raptors 89, Los Angeles Lakers 78             |  | Cox Pavilion, Paradise, Nevada Arbitres : Lauren Holtkamp-Sterling, Vladimir Voyard-Tadal, Charles Watson | NBA TV |
| 11 juillet | Boxscore | Score par quart-temps : 25-15, 22-18, 14-21, 28-24 |                                           |                                                       |  | Cox Pavilion, Paradise, Nevada Arbitres : Lauren Holtkamp-Sterling, Vladimir Voyard-Tadal, Charles Watson | NBA TV |
| 11 juillet | Boxscore | John Shurna 21 Hassan Whiteside 11 Dwight Buycks 5 | Points Rebonds Passes d.                  | Jordan Clarkson 21 Trevor Mbakwe 8 Kendall Marshall 5 |  | Cox Pavilion, Paradise, Nevada Arbitres : Lauren Holtkamp-Sterling, Vladimir Voyard-Tadal, Charles Watson | NBA TV |

| 11 juillet | Boxscore | Cleveland Cavaliers 70, Milwaukee Bucks 68           | Cleveland Cavaliers 70, Milwaukee Bucks 68 | Cleveland Cavaliers 70, Milwaukee Bucks 68                          |  | Cox Pavilion, Paradise, Nevada Arbitres : Eli Roe, Mitchell Ervin, JT Orr | NBA TV |
| 11 juillet | Boxscore | Score par quart-temps : 15-15, 22-24, 11-16, 22-13   |                                            |                                                                     |  | Cox Pavilion, Paradise, Nevada Arbitres : Eli Roe, Mitchell Ervin, JT Orr | NBA TV |
| 11 juillet | Boxscore | Andrew Wiggins 18 Alex Kirk 12 Matthew Dellavedova 6 | Points Rebonds Passes d.                   | G. Antetokounmpo, Parker 17 Jabari Parker 9 Giannis Antetokounmpo 2 |  | Cox Pavilion, Paradise, Nevada Arbitres : Eli Roe, Mitchell Ervin, JT Orr | NBA TV |

| 11 juillet | Boxscore | Golden State Warriors 70, Charlotte Hornets 58     | Golden State Warriors 70, Charlotte Hornets 58 | Golden State Warriors 70, Charlotte Hornets 58       |  | Thomas & Mack Center, Paradise, Nevada Arbitres : Tre Maddox, Jason Goldenberg, Phenizee Ransom | NBA TV |
| 11 juillet | Boxscore | Score par quart-temps : 21-13, 26-10, 13-20, 10-15 |                                                |                                                      |  | Thomas & Mack Center, Paradise, Nevada Arbitres : Tre Maddox, Jason Goldenberg, Phenizee Ransom | NBA TV |
| 11 juillet | Boxscore | Nemanja Nedović 17 Ognjen Kuzmić 8 Aaron Craft 4   | Points Rebonds Passes d.                       | Mickey McConnell 19 Josh Davis 16 McConnell, Dyson 2 |  | Thomas & Mack Center, Paradise, Nevada Arbitres : Tre Maddox, Jason Goldenberg, Phenizee Ransom | NBA TV |

| 11 juillet | Boxscore | Sacramento Kings 69, San Antonio Spurs 85          | Sacramento Kings 69, San Antonio Spurs 85 | Sacramento Kings 69, San Antonio Spurs 85    |  | Cox Pavilion, Paradise, Nevada Arbitres : Scott Twardoski, Don Hudson, Justin VanDuyne | NBA TV |
| 11 juillet | Boxscore | Score par quart-temps : 21-18, 22-17, 11-30, 15-20 |                                           |                                              |  | Cox Pavilion, Paradise, Nevada Arbitres : Scott Twardoski, Don Hudson, Justin VanDuyne | NBA TV |
| 11 juillet | Boxscore | Acy, Stauskas 14 Quincy Acy 7 Nik Stauskas 3       | Points Rebonds Passes d.                  | Austin Daye 14 Austin Daye 9 Kyle Anderson 6 |  | Cox Pavilion, Paradise, Nevada Arbitres : Scott Twardoski, Don Hudson, Justin VanDuyne | NBA TV |

| 11 juillet | Boxscore | NBA D-League Select 81, New Orleans Pelicans 83     | NBA D-League Select 81, New Orleans Pelicans 83 | NBA D-League Select 81, New Orleans Pelicans 83 |  | Thomas & Mack Center, Paradise, Nevada Arbitres : Dedric Taylor, Sir Allen Conner, Tyler Ford | NBA TV |
| 11 juillet | Boxscore | Score par quart-temps : 21-10, 22-21, 24-26, 14-26  |                                                 |                                                 |  | Thomas & Mack Center, Paradise, Nevada Arbitres : Dedric Taylor, Sir Allen Conner, Tyler Ford | NBA TV |
| 11 juillet | Boxscore | Devin Ebanks 15 Devin Ebanks 13 Lockett, Mitchell 3 | Points Rebonds Passes d.                        | Russ Smith 20 Patric Young 13 Russ Smith 5      |  | Thomas & Mack Center, Paradise, Nevada Arbitres : Dedric Taylor, Sir Allen Conner, Tyler Ford | NBA TV |

#### Jour 2
| 12 juillet | Boxscore | Portland Trail Blazers 69, New York Knicks 71          | Portland Trail Blazers 69, New York Knicks 71 | Portland Trail Blazers 69, New York Knicks 71               |  | Cox Pavilion, Paradise, Nevada Arbitres : Kevin Cutler, Brandon Hiers, Joseph Bissang, Damian Lyons | NBA TV |
| 12 juillet | Boxscore | Score par quart-temps : 17-14, 15-18, 21-18, 16-21     |                                               |                                                             |  | Cox Pavilion, Paradise, Nevada Arbitres : Kevin Cutler, Brandon Hiers, Joseph Bissang, Damian Lyons | NBA TV |
| 12 juillet | Boxscore | Thomas Robinson 17 Barton, T. Robinson 7 Bobby Brown 5 | Points Rebonds Passes d.                      | Tim Hardaway, Jr. 20 Henriquez, Larkin 7 Cleanthony Early 3 |  | Cox Pavilion, Paradise, Nevada Arbitres : Kevin Cutler, Brandon Hiers, Joseph Bissang, Damian Lyons | NBA TV |

| 12 juillet | Boxscore | Atlanta Hawks 74, Washington Wizards 90                          | Atlanta Hawks 74, Washington Wizards 90 | Atlanta Hawks 74, Washington Wizards 90      |  | Thomas & Mack Center, Paradise, Nevada Arbitres : Illias Koromilas, Karl Lane, Vladimir Voyard-Tadal | NBA TV |
| 12 juillet | Boxscore | Score par quart-temps : 17-23, 24-12, 18-31, 15-24               |                                         |                                              |  | Thomas & Mack Center, Paradise, Nevada Arbitres : Illias Koromilas, Karl Lane, Vladimir Voyard-Tadal | NBA TV |
| 12 juillet | Boxscore | Adreian Payne 12 Adreian Payne 7 Schröder, J. Jenkins, Muscala 2 | Points Rebonds Passes d.                | Otto Porter 25 Daniel Orton 8 Maalik Wayns 5 |  | Thomas & Mack Center, Paradise, Nevada Arbitres : Illias Koromilas, Karl Lane, Vladimir Voyard-Tadal | NBA TV |

| 12 juillet | Boxscore | Toronto Raptors 83, Denver Nuggets 104                              | Toronto Raptors 83, Denver Nuggets 104 | Toronto Raptors 83, Denver Nuggets 104      |  | Cox Pavilion, Paradise, Nevada Arbitres : Nick Buchert, CJ Washington, Yevgenly Mikheyev, Damir Javor | NBA TV |
| 12 juillet | Boxscore | Score par quart-temps : 15-32, 23-28, 26-19, 19-25                  |                                        |                                             |  | Cox Pavilion, Paradise, Nevada Arbitres : Nick Buchert, CJ Washington, Yevgenly Mikheyev, Damir Javor | NBA TV |
| 12 juillet | Boxscore | Dwight Buycks 21 D. Daniels, Nogueira, C. Daniels 5 Dwight Buycks 3 | Points Rebonds Passes d.               | Gary Harris 30 Erick Green 7 Chris Wright 7 |  | Cox Pavilion, Paradise, Nevada Arbitres : Nick Buchert, CJ Washington, Yevgenly Mikheyev, Damir Javor | NBA TV |

| 12 juillet | Boxscore | Dallas Mavericks 93, Minnesota Timberwolves 85        | Dallas Mavericks 93, Minnesota Timberwolves 85 | Dallas Mavericks 93, Minnesota Timberwolves 85         |  | Thomas & Mack Center, Paradise, Nevada Arbitres : Tre Maddox, Phenizee Ransom, Mohammad Alamiri, Leandro Lezcano | NBA TV |
| 12 juillet | Boxscore | Score par quart-temps : 24-25, 27-16, 21-15, 21-29    |                                                |                                                        |  | Thomas & Mack Center, Paradise, Nevada Arbitres : Tre Maddox, Phenizee Ransom, Mohammad Alamiri, Leandro Lezcano | NBA TV |
| 12 juillet | Boxscore | B. James, Ledo 21 B. James, Carmichael 7 Ledo, Bost 3 | Points Rebonds Passes d.                       | Shabazz Muhammad 27 Shabazz Muhammad 11 Alexey Shved 3 |  | Thomas & Mack Center, Paradise, Nevada Arbitres : Tre Maddox, Phenizee Ransom, Mohammad Alamiri, Leandro Lezcano | NBA TV |

| 12 juillet | Boxscore | Phoenix Suns 72, Golden State Warriors 74              | Phoenix Suns 72, Golden State Warriors 74 | Phoenix Suns 72, Golden State Warriors 74        |  | Cox Pavilion, Paradise, Nevada Arbitres : Don Hudson, Gediminis Petraitis, Brady Chelette | NBA TV |
| 12 juillet | Boxscore | Score par quart-temps : 18-18, 11-18, 27-17, 16-21     |                                           |                                                  |  | Cox Pavilion, Paradise, Nevada Arbitres : Don Hudson, Gediminis Petraitis, Brady Chelette | NBA TV |
| 12 juillet | Boxscore | T.J. Warren 22 Miles Plumlee 9 Mi. Plumlee, T. Ennis 1 | Points Rebonds Passes d.                  | Justin Holiday 29 Justin Holiday 13 O. Johnson 3 |  | Cox Pavilion, Paradise, Nevada Arbitres : Don Hudson, Gediminis Petraitis, Brady Chelette | NBA TV |

| 12 juillet | Boxscore | Chicago Bulls 86, Los Angeles Clippers 70          | Chicago Bulls 86, Los Angeles Clippers 70 | Chicago Bulls 86, Los Angeles Clippers 70       |  | Thomas & Mack Center, Paradise, Nevada Arbitres : Dedric Taylor, Jonathan Sterling, John Butler | NBA TV |
| 12 juillet | Boxscore | Score par quart-temps : 22-19, 24-16, 19-16, 21-19 |                                           |                                                 |  | Thomas & Mack Center, Paradise, Nevada Arbitres : Dedric Taylor, Jonathan Sterling, John Butler | NBA TV |
| 12 juillet | Boxscore | Tony Snell 27 Cameron Bairstow 6 Doug McDermott 4  | Points Rebonds Passes d.                  | Lorenzo Brown 17 Jon Brockman 8 Lorenzo Brown 8 |  | Thomas & Mack Center, Paradise, Nevada Arbitres : Dedric Taylor, Jonathan Sterling, John Butler | NBA TV |

| 12 juillet | Boxscore | Houston Rockets 81, Miami Heat 92                        | Houston Rockets 81, Miami Heat 92 | Houston Rockets 81, Miami Heat 92                |  | Cox Pavilion, Paradise, Nevada Arbitres : Brett Nansel, Ray Acosta, Randy Richardson | NBA TV |
| 12 juillet | Boxscore | Score par quart-temps : 16-21, 17-23, 22-28, 26-20       |                                   |                                                  |  | Cox Pavilion, Paradise, Nevada Arbitres : Brett Nansel, Ray Acosta, Randy Richardson | NBA TV |
| 12 juillet | Boxscore | Isaiah Canaan 18 Motiejūnas, G. Johnson 4 Nick Johnson 6 | Points Rebonds Passes d.          | Justin Hamilton 21 James Ennis 8 Langston Hall 7 |  | Cox Pavilion, Paradise, Nevada Arbitres : Brett Nansel, Ray Acosta, Randy Richardson | NBA TV |

| 12 juillet | Boxscore | Utah Jazz 70, Philadelphia 76ers 74               | Utah Jazz 70, Philadelphia 76ers 74 | Utah Jazz 70, Philadelphia 76ers 74                     |  | Thomas & Mack Center, Paradise, Nevada Arbitres : Justin Van Duyne, Charles Watson, Brandon Adair | NBA TV |
| 12 juillet | Boxscore | Score par quart-temps : 18-24, 18-15, 16-9, 18-26 |                                     |                                                         |  | Thomas & Mack Center, Paradise, Nevada Arbitres : Justin Van Duyne, Charles Watson, Brandon Adair | NBA TV |
| 12 juillet | Boxscore | Malcolm Thomas 13 Rudy Gobert 9 Trey Burke 4      | Points Rebonds Passes d.            | McRae, Kilpatrick 20 Jerami Grant 9 Frazier, Wilbekin 4 |  | Thomas & Mack Center, Paradise, Nevada Arbitres : Justin Van Duyne, Charles Watson, Brandon Adair | NBA TV |

#### Jour 3
| 13 juillet | Boxscore | Cleveland Cavaliers 82, San Antonio Spurs 70            | Cleveland Cavaliers 82, San Antonio Spurs 70 | Cleveland Cavaliers 82, San Antonio Spurs 70              |  | Cox Pavilion, Paradise, Nevada Arbitres : Eli Roe, Jason Goldenberg, Philip Moore | NBA TV |
| 13 juillet | Boxscore | Score par quart-temps : 25–11, 16–12, 18–25, 23–22      |                                              |                                                           |  | Cox Pavilion, Paradise, Nevada Arbitres : Eli Roe, Jason Goldenberg, Philip Moore | NBA TV |
| 13 juillet | Boxscore | Will Cherry 21 Anthony Bennett 14 Matthew Dellavedova 7 | Points Rebonds Passes d.                     | Deshaun Thomas 21 K. Anderson, J. Green 6 Darius Morris 5 |  | Cox Pavilion, Paradise, Nevada Arbitres : Eli Roe, Jason Goldenberg, Philip Moore | NBA TV |

| 13 juillet | Boxscore | Los Angeles Lakers 73, New Orleans Pelicans 90     | Los Angeles Lakers 73, New Orleans Pelicans 90 | Los Angeles Lakers 73, New Orleans Pelicans 90 |  | Thomas & Mack Center, Paradise, Nevada Arbitres : JT Orr, Josue Nieves, Andy Nagy, John Conley | NBA TV |
| 13 juillet | Boxscore | Score par quart-temps : 21-29, 15-22, 20-17, 17-22 |                                                |                                                |  | Thomas & Mack Center, Paradise, Nevada Arbitres : JT Orr, Josue Nieves, Andy Nagy, John Conley | NBA TV |
| 13 juillet | Boxscore | Trey Thompkins 18 Trey Thompkins 5 DeAndre Kane 5  | Points Rebonds Passes d.                       | Courtney Fells 25 Jeff Withey 7 Russ Smith 8   |  | Thomas & Mack Center, Paradise, Nevada Arbitres : JT Orr, Josue Nieves, Andy Nagy, John Conley | NBA TV |

| 13 juillet | Boxscore | Sacramento Kings 72, Charlotte Hornets 65         | Sacramento Kings 72, Charlotte Hornets 65 | Sacramento Kings 72, Charlotte Hornets 65     |  | Cox Pavilion, Paradise, Nevada Arbitres : Kevin Cutler, Sir Allen Conner, Woody Chappell | NBA TV |
| 13 juillet | Boxscore | Score par quart-temps : 16-9, 16-20, 18-17, 22-19 |                                           |                                               |  | Cox Pavilion, Paradise, Nevada Arbitres : Kevin Cutler, Sir Allen Conner, Woody Chappell | NBA TV |
| 13 juillet | Boxscore | Ra'Shad James 12 Acy, Moreland 9 Acy, McCallum 2  | Points Rebonds Passes d.                  | P. J. Hairston 22 Noah Vonleh 18 Josh Davis 4 |  | Cox Pavilion, Paradise, Nevada Arbitres : Kevin Cutler, Sir Allen Conner, Woody Chappell | NBA TV |

| 13 juillet | Boxscore | Atlanta Hawks 92, NBA D-League Select 94                                     | Atlanta Hawks 92, NBA D-League Select 94 | Atlanta Hawks 92, NBA D-League Select 94              | 2OT | Thomas & Mack Center, Paradise, Nevada Arbitres : Karl Lane, Lauren Holtkamp, Rusty Phillips, Jason Baker | NBA TV |
| 13 juillet | Boxscore | Score par quart-temps : 24-26, 25-25, 17-15, 22-22 ; prolongation : 4-4, 0-2 |                                          |                                                       | 2OT | Thomas & Mack Center, Paradise, Nevada Arbitres : Karl Lane, Lauren Holtkamp, Rusty Phillips, Jason Baker | NBA TV |
| 13 juillet | Boxscore | Dennis Schröder 30 Mike Muscala 15 Dennis Schröder 4                         | Points Rebonds Passes d.                 | Tony Mitchell 20 T. Mitchell, K. Jones 5 Tre Kelley 4 | 2OT | Thomas & Mack Center, Paradise, Nevada Arbitres : Karl Lane, Lauren Holtkamp, Rusty Phillips, Jason Baker | NBA TV |

| 13 juillet | Boxscore | Chicago Bulls 103, Denver Nuggets 76               | Chicago Bulls 103, Denver Nuggets 76 | Chicago Bulls 103, Denver Nuggets 76             |  | Cox Pavilion, Paradise, Nevada Arbitres : Matt Boland, Ray Acosta, Billy Williams | NBA TV |
| 13 juillet | Boxscore | Score par quart-temps : 32–24, 20–18, 23–21, 28–13 |                                      |                                                  |  | Cox Pavilion, Paradise, Nevada Arbitres : Matt Boland, Ray Acosta, Billy Williams | NBA TV |
| 13 juillet | Boxscore | Doug McDermott 31 Lance Thomas 7 Billy Baron 6     | Points Rebonds Passes d.             | Quincy Miller 26 Quincy Miller 8 Quincy Miller 3 |  | Cox Pavilion, Paradise, Nevada Arbitres : Matt Boland, Ray Acosta, Billy Williams | NBA TV |

| 13 juillet | Boxscore | Portland Trail Blazers 75, Houston Rockets 67          | Portland Trail Blazers 75, Houston Rockets 67 | Portland Trail Blazers 75, Houston Rockets 67                   |  | Thomas & Mack Center, Paradise, Nevada Arbitres : Mitchell Ervin, Jaston Carter, Nick Heater, Andy O'Brien | NBA TV |
| 13 juillet | Boxscore | Score par quart-temps : 19-14, 22-19, 13-28, 21-6      |                                               |                                                                 |  | Thomas & Mack Center, Paradise, Nevada Arbitres : Mitchell Ervin, Jaston Carter, Nick Heater, Andy O'Brien | NBA TV |
| 13 juillet | Boxscore | C.J. McCollum 19 Thomas Robinson 12 Barton, McCollum 3 | Points Rebonds Passes d.                      | Nick Johnson 16 R. Covington, Motiejūnas 6 Motiejūnas, Canaan 2 |  | Thomas & Mack Center, Paradise, Nevada Arbitres : Mitchell Ervin, Jaston Carter, Nick Heater, Andy O'Brien | NBA TV |

| 13 juillet | Boxscore | Milwaukee Bucks 82, Phoenix Suns 93                          | Milwaukee Bucks 82, Phoenix Suns 93 | Milwaukee Bucks 82, Phoenix Suns 93               |  | Cox Pavilion, Paradise, Nevada Arbitres : Scott Bolnick, Michael Pearson, Charles Rubia | NBA TV |
| 13 juillet | Boxscore | Score par quart-temps : 22-23, 18-24, 26-11, 16-35           |                                     |                                                   |  | Cox Pavilion, Paradise, Nevada Arbitres : Scott Bolnick, Michael Pearson, Charles Rubia | NBA TV |
| 13 juillet | Boxscore | G. Antetokounmpo, Wolters 16 Jabari Parker 11 Nate Wolters 4 | Points Rebonds Passes d.            | Seth Curry 26 Miles Plumlee 12 Dionte Christmas 5 |  | Cox Pavilion, Paradise, Nevada Arbitres : Scott Bolnick, Michael Pearson, Charles Rubia | NBA TV |

| 13 juillet | Boxscore | Washington Wizards 67, Minnesota Timberwolves 59  | Washington Wizards 67, Minnesota Timberwolves 59 | Washington Wizards 67, Minnesota Timberwolves 59         |  | Thomas & Mack Center, Paradise, Nevada Arbitres : Kerby Sitton, Scott Twardoski, Brandon Hiers | NBA TV |
| 13 juillet | Boxscore | Score par quart-temps : 26-21, 9-14, 22-12, 10-12 |                                                  |                                                          |  | Thomas & Mack Center, Paradise, Nevada Arbitres : Kerby Sitton, Scott Twardoski, Brandon Hiers | NBA TV |
| 13 juillet | Boxscore | Glen Rice, Jr. 22 Birch, Rice 6 Maalik Wayns 6    | Points Rebonds Passes d.                         | Alexey Shved 16 Gorgui Dieng 8 Shved, LaVine, R. Evans 2 |  | Thomas & Mack Center, Paradise, Nevada Arbitres : Kerby Sitton, Scott Twardoski, Brandon Hiers | NBA TV |

#### Jour 4
| 14 juillet | Boxscore | New York Knicks 95, Charlotte Hornets 72           | New York Knicks 95, Charlotte Hornets 72 | New York Knicks 95, Charlotte Hornets 72                               |  | Cox Pavilion, Paradise, Nevada Arbitres : Matt Boland, Sir Allen Conner, Kip Kissinger | NBA TV |
| 14 juillet | Boxscore | Score par quart-temps : 29-15, 33-16, 19-13, 14-28 |                                          |                                                                        |  | Cox Pavilion, Paradise, Nevada Arbitres : Matt Boland, Sir Allen Conner, Kip Kissinger | NBA TV |
| 14 juillet | Boxscore | Jeremy Tyler 19 Tyler, Moore 8 Tyler, Hardaway 3   | Points Rebonds Passes d.                 | Zeller, Hairston 18 Noah Vonleh 5 Vonleh, Hairston, McConnell, Dyson 2 |  | Cox Pavilion, Paradise, Nevada Arbitres : Matt Boland, Sir Allen Conner, Kip Kissinger | NBA TV |

| 14 juillet | Boxscore | Sacramento Kings 89, NBA D-League Select 75        | Sacramento Kings 89, NBA D-League Select 75 | Sacramento Kings 89, NBA D-League Select 75       |  | Thomas & Mack Center, Paradise, Nevada Arbitres : Lauren Holtkamp, Tyler Ford, Philip Moore | NBA TV |
| 14 juillet | Boxscore | Score par quart-temps : 16-22, 25-18, 25-19, 23-16 |                                             |                                                   |  | Thomas & Mack Center, Paradise, Nevada Arbitres : Lauren Holtkamp, Tyler Ford, Philip Moore | NBA TV |
| 14 juillet | Boxscore | Ben McLemore 18 Eric Moreland 11 Ray McCallum 12   | Points Rebonds Passes d.                    | Devin Ebanks 22 Bryan Davis 7 R. Howard, Kelley 5 |  | Thomas & Mack Center, Paradise, Nevada Arbitres : Lauren Holtkamp, Tyler Ford, Philip Moore | NBA TV |

| 14 juillet | Boxscore | Toronto Raptors 57, Dallas Mavericks 88                  | Toronto Raptors 57, Dallas Mavericks 88 | Toronto Raptors 57, Dallas Mavericks 88    |  | Cox Pavilion, Paradise, Nevada Arbitres : JT Orr, Jonathan Sterling, Jason Goldenberg | NBA TV |
| 14 juillet | Boxscore | Score par quart-temps : 16-22, 10-25, 13-17, 18-24       |                                         |                                            |  | Cox Pavilion, Paradise, Nevada Arbitres : JT Orr, Jonathan Sterling, Jason Goldenberg | NBA TV |
| 14 juillet | Boxscore | DeAndre Daniels 16 Hassan Whiteside 9 Darington Hobson 3 | Points Rebonds Passes d.                | Ricky Ledo 18 Bernard James 7 Ricky Ledo 5 |  | Cox Pavilion, Paradise, Nevada Arbitres : JT Orr, Jonathan Sterling, Jason Goldenberg | NBA TV |

| 14 juillet | Boxscore | San Antonio Spurs 88, New Orleans Pelicans 86      | San Antonio Spurs 88, New Orleans Pelicans 86 | San Antonio Spurs 88, New Orleans Pelicans 86 |  | Thomas & Mack Center, Paradise, Nevada Arbitres : Mitchell Ervin, Jaston Carter, Phenizee Ransom | NBA TV |
| 14 juillet | Boxscore | Score par quart-temps : 22-24, 25-15, 17-22, 24-25 |                                               |                                               |  | Thomas & Mack Center, Paradise, Nevada Arbitres : Mitchell Ervin, Jaston Carter, Phenizee Ransom | NBA TV |
| 14 juillet | Boxscore | Darius Morris 19 Austin Daye 11 Austin Daye 5      | Points Rebonds Passes d.                      | DeQuan Jones 20 Arinze Onuaku 8 Russ Smith 10 |  | Thomas & Mack Center, Paradise, Nevada Arbitres : Mitchell Ervin, Jaston Carter, Phenizee Ransom | NBA TV |

| 14 juillet | Boxscore | Cleveland Cavaliers 86, Philadelphia 76ers 77       | Cleveland Cavaliers 86, Philadelphia 76ers 77 | Cleveland Cavaliers 86, Philadelphia 76ers 77     |  | Cox Pavilion, Paradise, Nevada Arbitres : John Butler, Jeff Wooten, Marat Kogut | NBA TV |
| 14 juillet | Boxscore | Score par quart-temps : 15-11, 33-18, 16-22, 22-26  |                                               |                                                   |  | Cox Pavilion, Paradise, Nevada Arbitres : John Butler, Jeff Wooten, Marat Kogut | NBA TV |
| 14 juillet | Boxscore | Matthew Dellavedova 19 Shane Edwards 11 6 joueurs 1 | Points Rebonds Passes d.                      | Jordan McRae 18 Nerlens Noel 6 Scottie Wilbekin 4 |  | Cox Pavilion, Paradise, Nevada Arbitres : John Butler, Jeff Wooten, Marat Kogut | NBA TV |

| 14 juillet | Boxscore | Miami Heat 85, Los Angeles Clippers 91             | Miami Heat 85, Los Angeles Clippers 91 | Miami Heat 85, Los Angeles Clippers 91             |  | Thomas & Mack Center, Paradise, Nevada Arbitres : Scott Twardoski, CJ Washington, Vladimir Voyard-Tadal | NBA TV |
| 14 juillet | Boxscore | Score par quart-temps : 19-18, 26-29, 23-17, 17-27 |                                        |                                                    |  | Thomas & Mack Center, Paradise, Nevada Arbitres : Scott Twardoski, CJ Washington, Vladimir Voyard-Tadal | NBA TV |
| 14 juillet | Boxscore | Scott Suggs 14 Scott Suggs 5 Larry Drew 4          | Points Rebonds Passes d.               | Amath M'Baye 27 Brockman, D. West 8 Delonte West 5 |  | Thomas & Mack Center, Paradise, Nevada Arbitres : Scott Twardoski, CJ Washington, Vladimir Voyard-Tadal | NBA TV |

| 14 juillet | Boxscore | Golden State Warriors 88, Los Angeles Lakers 89                         | Golden State Warriors 88, Los Angeles Lakers 89 | Golden State Warriors 88, Los Angeles Lakers 89          | OT | Cox Pavilion, Paradise, Nevada Arbitres : Scott Bolnick, Brett Nansel, Michael Pearson | NBA TV |
| 14 juillet | Boxscore | Score par quart-temps : 17-20, 21-24, 26-26, 20-14 ; prolongation : 4-5 |                                                 |                                                          | OT | Cox Pavilion, Paradise, Nevada Arbitres : Scott Bolnick, Brett Nansel, Michael Pearson | NBA TV |
| 14 juillet | Boxscore | Justin Holiday 26 Mitchell Watt 9 Nemanja Nedović 4                     | Points Rebonds Passes d.                        | Jordan Clarkson 19 Thompkins, Clarkson 7 Julius Randle 3 | OT | Cox Pavilion, Paradise, Nevada Arbitres : Scott Bolnick, Brett Nansel, Michael Pearson | NBA TV |

| 14 juillet | Boxscore | Utah Jazz 87, Milwaukee Bucks 71                   | Utah Jazz 87, Milwaukee Bucks 71 | Utah Jazz 87, Milwaukee Bucks 71                                    |  | Thomas & Mack Center, Paradise, Nevada Arbitres : Nick Buchert, Donald Hudson, Josue Nieves | NBA TV |
| 14 juillet | Boxscore | Score par quart-temps : 21-15, 25-22, 23-13, 18-21 |                                  |                                                                     |  | Thomas & Mack Center, Paradise, Nevada Arbitres : Nick Buchert, Donald Hudson, Josue Nieves | NBA TV |
| 14 juillet | Boxscore | Rodney Hood 29 Rudy Gobert 9 Trey Burke 6          | Points Rebonds Passes d.         | Giannis Antetokounmpo 15 O'Bryant, Wright 6 Giannis Antetokounmpo 5 |  | Thomas & Mack Center, Paradise, Nevada Arbitres : Nick Buchert, Donald Hudson, Josue Nieves | NBA TV |

#### Jour 5
| 15 juillet | Boxscore | Portland Trail Blazers 91, Atlanta Hawks 76          | Portland Trail Blazers 91, Atlanta Hawks 76 | Portland Trail Blazers 91, Atlanta Hawks 76           |  | Cox Pavilion, Paradise, Nevada Arbitres : Karl Lane, Brett Nansel, Brandon Hiers | NBA TV |
| 15 juillet | Boxscore | Score par quart-temps : 22-15, 26-17, 21-23, 22-21   |                                             |                                                       |  | Cox Pavilion, Paradise, Nevada Arbitres : Karl Lane, Brett Nansel, Brandon Hiers | NBA TV |
| 15 juillet | Boxscore | C.J. McCollum 28 Thomas Robinson 7 Thomas Robinson 5 | Points Rebonds Passes d.                    | Dennis Schröder 16 Payne, Muscala 7 Dennis Schröder 4 |  | Cox Pavilion, Paradise, Nevada Arbitres : Karl Lane, Brett Nansel, Brandon Hiers | NBA TV |

| 15 juillet | Boxscore | Chicago Bulls 107, Minnesota Timberwolves 73          | Chicago Bulls 107, Minnesota Timberwolves 73 | Chicago Bulls 107, Minnesota Timberwolves 73       |  | Thomas & Mack Center, Paradise, Nevada Arbitres : Kevin Scott, Tyler Ford, Charles Watson | NBA TV |
| 15 juillet | Boxscore | Score par quart-temps : 22-19, 27-24, 32-16, 26-14    |                                              |                                                    |  | Thomas & Mack Center, Paradise, Nevada Arbitres : Kevin Scott, Tyler Ford, Charles Watson | NBA TV |
| 15 juillet | Boxscore | Doug McDermott 20 Cameron Bairstow 7 Doug McDermott 6 | Points Rebonds Passes d.                     | Kyrylo Fesenko 13 Kyrylo Fesenko 7 Markel Starks 5 |  | Thomas & Mack Center, Paradise, Nevada Arbitres : Kevin Scott, Tyler Ford, Charles Watson | NBA TV |

| 15 juillet | Boxscore | Los Angeles Clippers 60, Houston Rockets 83        | Los Angeles Clippers 60, Houston Rockets 83 | Los Angeles Clippers 60, Houston Rockets 83                |  | Cox Pavilion, Paradise, Nevada Arbitres : Kevin Cutler, CJ Washington, Charles Rubia | NBA TV |
| 15 juillet | Boxscore | Score par quart-temps : 10-19, 13-26, 17-13, 20-25 |                                             |                                                            |  | Cox Pavilion, Paradise, Nevada Arbitres : Kevin Cutler, CJ Washington, Charles Rubia | NBA TV |
| 15 juillet | Boxscore | Shawn Jones 10 Shawn Jones 8 Armon Johnson 3       | Points Rebonds Passes d.                    | Donatas Motiejūnas 15 Donatas Motiejūnas 5 Isaiah Canaan 5 |  | Cox Pavilion, Paradise, Nevada Arbitres : Kevin Cutler, CJ Washington, Charles Rubia | NBA TV |

| 15 juillet | Boxscore | Miami Heat 83, Washington Wizards 85                  | Miami Heat 83, Washington Wizards 85 | Miami Heat 83, Washington Wizards 85             |  | Thomas & Mack Center, Paradise, Nevada Arbitres : Eli Roe, Steven Anderson, Vladimir Voyard-Tadal | NBA TV |
| 15 juillet | Boxscore | Score par quart-temps : 14-32, 24-19, 22-17, 23-17    |                                      |                                                  |  | Thomas & Mack Center, Paradise, Nevada Arbitres : Eli Roe, Steven Anderson, Vladimir Voyard-Tadal | NBA TV |
| 15 juillet | Boxscore | James Nunnally 22 Tyler Honeycutt 12 Shabazz Napier 4 | Points Rebonds Passes d.             | Glen Rice, Jr. 24 Khem Birch 11 Glen Rice, Jr. 4 |  | Thomas & Mack Center, Paradise, Nevada Arbitres : Eli Roe, Steven Anderson, Vladimir Voyard-Tadal | NBA TV |

| 15 juillet | Boxscore | Philadelphia 76ers 88, Phoenix Suns 97             | Philadelphia 76ers 88, Phoenix Suns 97 | Philadelphia 76ers 88, Phoenix Suns 97               |  | Cox Pavilion, Paradise, Nevada Arbitres : Marat Kogut, Dedric Taylor, Aaron Smith | NBA TV |
| 15 juillet | Boxscore | Score par quart-temps : 19-23, 24-25, 28-26, 17-23 |                                        |                                                      |  | Cox Pavilion, Paradise, Nevada Arbitres : Marat Kogut, Dedric Taylor, Aaron Smith | NBA TV |
| 15 juillet | Boxscore | Jordan McRae 21 Jerami Grant 7 Brandon Davies 3    | Points Rebonds Passes d.               | T. J. Warren 28 Warren, Mi. Plumlee 11 Tyler Ennis 5 |  | Cox Pavilion, Paradise, Nevada Arbitres : Marat Kogut, Dedric Taylor, Aaron Smith | NBA TV |

| 15 juillet | Boxscore | Utah Jazz 87, Denver Nuggets 69                           | Utah Jazz 87, Denver Nuggets 69 | Utah Jazz 87, Denver Nuggets 69                          |  | Thomas & Mack Center, Paradise, Nevada Arbitres : Ben Taylor, Jeff Wooten, Kip Kissinger | NBA TV |
| 15 juillet | Boxscore | Score par quart-temps : 21-24, 23-7, 17-13, 26-25         |                                 |                                                          |  | Thomas & Mack Center, Paradise, Nevada Arbitres : Ben Taylor, Jeff Wooten, Kip Kissinger | NBA TV |
| 15 juillet | Boxscore | Erik Murphy 17 Malcolm Thomas 10 M. Thomas, Exum, Burke 3 | Points Rebonds Passes d.        | Gary Harris 18 Jerrelle Benimon 11 Kanačević, E. Green 2 |  | Thomas & Mack Center, Paradise, Nevada Arbitres : Ben Taylor, Jeff Wooten, Kip Kissinger | NBA TV |

### Classement
Le titre a été déterminé par un tournoi à élimination unique; les 8 meilleures équipes ont été exemptées du premier tour.

#### Critères
Les équipes ont été classées d’abord par le bilan général, puis par un système de quotient.
- Résultat face-à-face (applicable uniquement aux liens entre deux équipes et non aux liens entre plusieurs équipes)
- Système de quart-temps remporté (1 point pour la victoire, 0 point pour l’égalité, 0 point pour la défaite, 0 point pour les prolongations)
- Différence de points
- Pile ou face

Les perdants du premier tour ont joué des matchs de consolation pour déterminer la 17e à la 24e place. Les perdants du second tour ont joué des matchs de consolation pour déterminer la 9e à la 16e place. 
| #  | Équipe                 | MJ | V | D | PCT   | QT  | Tiebreaker                                      |
| -- | ---------------------- | -- | - | - | ----- | --- | ----------------------------------------------- |
| 1  | Chicago Bulls          | 3  | 3 | 0 | 100%  | 12  |                                                 |
| 2  | New York Knicks        | 3  | 3 | 0 | 100%  | 9   |                                                 |
| 3  | Cleveland Cavaliers    | 3  | 3 | 0 | 100%  | 7.5 |                                                 |
| 4  | Washington Wizards     | 3  | 3 | 0 | 100%  | 6   |                                                 |
| 5  | Utah Jazz              | 3  | 2 | 1 | 66,7% | 8   | Différence de points +30                        |
| 6  | Portland Trail Blazers | 3  | 2 | 1 | 66,7% | 8   | Différence de points +21                        |
| 7  | New Orleans Pelicans   | 3  | 2 | 1 | 66,7% | 8   | Différence de points +17                        |
| 8  | Sacramento Kings       | 3  | 2 | 1 | 66,7% | 8   | Différence de points +5                         |
| 9  | Phoenix Suns           | 3  | 2 | 1 | 66,7% | 7.5 |                                                 |
| 10 | Dallas Mavericks       | 3  | 2 | 1 | 66,7% | 6   | Différence de points +27                        |
| 11 | Golden State Warriors  | 3  | 2 | 1 | 66,7% | 6   | Différence de points +13                        |
| 12 | San Antonio Spurs      | 3  | 2 | 1 | 66,7% | 3   |                                                 |
| 13 | Miami Heat             | 3  | 1 | 2 | 33,3% | 8   |                                                 |
| 14 | Houston Rockets        | 3  | 1 | 2 | 33,3% | 5   | Différence de points +4                         |
| 15 | NBA D-League Select    | 3  | 1 | 2 | 33,3% | 5   | Différence de points -14; Victoire au coin flip |
| 16 | Philadelphia 76ers     | 3  | 1 | 2 | 33,3% | 5   | Différence de points -14; Défaite au coin flip  |
| 17 | Los Angeles Lakers     | 3  | 1 | 2 | 33,3% | 4.5 |                                                 |
| 18 | Denver Nuggets         | 3  | 1 | 2 | 33,3% | 4   | Différence de points -24                        |
| 19 | Toronto Raptors        | 3  | 1 | 2 | 33,3% | 4   | Différence de points -41                        |
| 20 | Los Angeles Clippers   | 3  | 1 | 2 | 33,3% | 3   |                                                 |
| 21 | Milwaukee Bucks        | 3  | 0 | 3 | 0%    | 4.5 |                                                 |
| 22 | Atlanta Hawks          | 3  | 0 | 3 | 0%    | 4   | Différence de points -33                        |
| 23 | Charlotte Hornets      | 3  | 0 | 3 | 0%    | 4   | Différence de points -42                        |
| 24 | Minnesota Timberwolves | 3  | 0 | 3 | 0%    | 4   | Différence de points -50                        |

### Tableau final
|  | Premier tour | Premier tour  | Premier tour |       |                 | Second tour     | Second tour | Second tour |  |    | Quarts de finale | Quarts de finale | Quarts de finale |    |            | Demi-finales | Demi-finales | Demi-finales |   |            | Finale | Finale  | Finale |
|  |              |               |              |       |                 |                 |             |             |  |    |                  |                  |                  |    |            |              |              |              |   |            |        |         |        |
|  | 1            | Chicago       |              |       |                 |                 |             |             |  |    |                  |                  |                  |    |            |              |              |              |   |            |        |         |        |
|  |              | Exempt        |              |       |                 |                 |             |             |  |    |                  |                  |                  |    |            |              |              |              |   |            |        |         |        |
|  |              | 1             | Chicago      | 79    |                 |                 |             |             |  |    |                  |                  |                  |    |            |              |              |              |   |            |        |         |        |
|  |              |               |              | 79    |                 |                 |             |             |  |    |                  |                  |                  |    |            |              |              |              |   |            |        |         |        |
|  |              | 16            | Philadelphie | 68    |                 |                 |             |             |  |    |                  |                  |                  |    |            |              |              |              |   |            |        |         |        |
|  | 16           | 16            | Philadelphie | 68    | Philadelphie    | 85              |             |             |  |    |                  |                  |                  |    |            |              |              |              |   |            |        |         |        |
|  | 16           |               |              |       | Philadelphie    | 85              |             |             |  |    |                  |                  |                  |    |            |              |              |              |   |            |        |         |        |
|  | 17           | L.A. Lakers   | 63           |       |                 |                 |             |             |  |    |                  |                  |                  |    |            |              |              |              |   |            |        |         |        |
|  | 17           | L.A. Lakers   | 63           |       |                 |                 |             |             |  | 1  | Chicago          | 61               |                  |    |            |              |              |              |   |            |        |         |        |
|  |              |               |              |       |                 |                 |             |             |  | 1  | Chicago          | 61               |                  |    |            |              |              |              |   |            |        |         |        |
|  |              | 8             | Sacramento   | 80    |                 |                 |             |             |  |    |                  |                  |                  |    |            |              |              |              |   |            |        |         |        |
|  | 9            | 8             | Sacramento   | 80    | Phoenix         | 77              |             |             |  |    |                  |                  |                  |    |            |              |              |              |   |            |        |         |        |
|  | 9            |               |              |       | Phoenix         | 77              |             |             |  |    |                  |                  |                  |    |            |              |              |              |   |            |        |         |        |
|  | 24           | Minnesota     | 86           |       |                 |                 |             |             |  |    |                  |                  |                  |    |            |              |              |              |   |            |        |         |        |
|  | 24           | Minnesota     | 86           |       | 24              | Minnesota       | 86          |             |  |    |                  |                  |                  |    |            |              |              |              |   |            |        |         |        |
|  |              |               |              |       | 24              | Minnesota       | 86          |             |  |    |                  |                  |                  |    |            |              |              |              |   |            |        |         |        |
|  |              | 8             | Sacramento   | 100   |                 |                 |             |             |  |    |                  |                  |                  |    |            |              |              |              |   |            |        |         |        |
|  |              | 8             | Sacramento   | 100   | Exempt          |                 |             |             |  |    |                  |                  |                  |    |            |              |              |              |   |            |        |         |        |
|  |              |               |              |       |                 |                 |             |             |  |    |                  |                  |                  |    |            |              |              |              |   |            |        |         |        |
|  | 8            | Sacramento    |              |       |                 |                 |             |             |  |    |                  |                  |                  |    |            |              |              |              |   |            |        |         |        |
|  | 8            | Sacramento    |              |       |                 |                 |             |             |  |    |                  |                  |                  | 8  | Sacramento | 74           |              |              |   |            |        |         |        |
|  |              |               |              |       |                 |                 |             |             |  |    |                  |                  |                  |    | Sacramento | 74           |              |              |   |            |        |         |        |
|  |              | 4             | Washington   | 62    |                 |                 |             |             |  |    |                  |                  |                  |    |            |              |              |              |   |            |        |         |        |
|  | 5            | 4             | Washington   | 62    | Utah            |                 |             |             |  |    |                  |                  |                  |    |            |              |              |              |   |            |        |         |        |
|  | 5            |               |              |       | Utah            |                 |             |             |  |    |                  |                  |                  |    |            |              |              |              |   |            |        |         |        |
|  |              | Exempt        |              |       |                 |                 |             |             |  |    |                  |                  |                  |    |            |              |              |              |   |            |        |         |        |
|  |              | 5             | Utah         | 77    |                 |                 |             |             |  |    |                  |                  |                  |    |            |              |              |              |   |            |        |         |        |
|  |              |               |              | 77    |                 |                 |             |             |  |    |                  |                  |                  |    |            |              |              |              |   |            |        |         |        |
|  |              | 12            | San Antonio  | 86    |                 |                 |             |             |  |    |                  |                  |                  |    |            |              |              |              |   |            |        |         |        |
|  | 12           | 12            | San Antonio  | 86    | San Antonio     | 100             |             |             |  |    |                  |                  |                  |    |            |              |              |              |   |            |        |         |        |
|  | 12           |               |              |       | San Antonio     | 100             |             |             |  |    |                  |                  |                  |    |            |              |              |              |   |            |        |         |        |
|  | 21           | Milwaukee     | 71           |       |                 |                 |             |             |  |    |                  |                  |                  |    |            |              |              |              |   |            |        |         |        |
|  | 21           | Milwaukee     | 71           |       |                 |                 |             |             |  | 12 | San Anontio      | 94               |                  |    |            |              |              |              |   |            |        |         |        |
|  |              |               |              |       |                 |                 |             |             |  | 12 | San Anontio      | 94               |                  |    |            |              |              |              |   |            |        |         |        |
|  |              | 4             | Washington   | 95*** |                 |                 |             |             |  |    |                  |                  |                  |    |            |              |              |              |   |            |        |         |        |
|  | 13           | 4             | Washington   | 95*** | Miami           | 96              |             |             |  |    |                  |                  |                  |    |            |              |              |              |   |            |        |         |        |
|  | 13           |               |              |       | Miami           | 96              |             |             |  |    |                  |                  |                  |    |            |              |              |              |   |            |        |         |        |
|  | 20           | L.A. Clippers | 87           |       |                 |                 |             |             |  |    |                  |                  |                  |    |            |              |              |              |   |            |        |         |        |
|  | 20           | L.A. Clippers | 87           |       | 13              | Miami           | 67          |             |  |    |                  |                  |                  |    |            |              |              |              |   |            |        |         |        |
|  |              |               |              |       | 13              | Miami           | 67          |             |  |    |                  |                  |                  |    |            |              |              |              |   |            |        |         |        |
|  |              | 4             | Washington   | 78    |                 |                 |             |             |  |    |                  |                  |                  |    |            |              |              |              |   |            |        |         |        |
|  |              | 4             | Washington   | 78    | Exempt          |                 |             |             |  |    |                  |                  |                  |    |            |              |              |              |   |            |        |         |        |
|  |              |               |              |       |                 |                 |             |             |  |    |                  |                  |                  |    |            |              |              |              |   |            |        |         |        |
|  | 4            | Washington    |              |       |                 |                 |             |             |  |    |                  |                  |                  |    |            |              |              |              |   |            |        |         |        |
|  | 4            | Washington    |              |       |                 |                 |             |             |  |    |                  |                  |                  |    |            |              |              |              | 8 | Sacramento | 77     |         |        |
|  |              |               |              |       |                 |                 |             |             |  |    |                  |                  |                  |    |            |              |              |              | 8 | Sacramento | 77     |         |        |
|  |              |               |              |       |                 |                 |             |             |  |    |                  |                  |                  |    |            |              |              |              |   |            | 14     | Houston | 68     |
|  | 3            | Cleveland     |              |       |                 |                 |             |             |  |    |                  |                  |                  |    |            |              |              |              |   |            | 14     | Houston | 68     |
|  | 3            | Cleveland     |              |       |                 |                 |             |             |  |    |                  |                  |                  |    |            |              |              |              |   |            |        |         |        |
|  |              | Exempt        |              |       |                 |                 |             |             |  |    |                  |                  |                  |    |            |              |              |              |   |            |        |         |        |
|  |              | 3             | Cleveland    | 90    |                 |                 |             |             |  |    |                  |                  |                  |    |            |              |              |              |   |            |        |         |        |
|  |              |               |              | 90    |                 |                 |             |             |  |    |                  |                  |                  |    |            |              |              |              |   |            |        |         |        |
|  |              | 14            | Houston      | 96    |                 |                 |             |             |  |    |                  |                  |                  |    |            |              |              |              |   |            |        |         |        |
|  | 14           | 14            | Houston      | 96    | Houston         | 93              |             |             |  |    |                  |                  |                  |    |            |              |              |              |   |            |        |         |        |
|  | 14           |               |              |       | Houston         | 93              |             |             |  |    |                  |                  |                  |    |            |              |              |              |   |            |        |         |        |
|  | 19           | Toronto       | 77           |       |                 |                 |             |             |  |    |                  |                  |                  |    |            |              |              |              |   |            |        |         |        |
|  | 19           | Toronto       | 77           |       |                 |                 |             |             |  | 14 | Houston          | 78               |                  |    |            |              |              |              |   |            |        |         |        |
|  |              |               |              |       |                 |                 |             |             |  | 14 | Houston          | 78               |                  |    |            |              |              |              |   |            |        |         |        |
|  |              | 22            | Atlanta      | 71    |                 |                 |             |             |  |    |                  |                  |                  |    |            |              |              |              |   |            |        |         |        |
|  | 11           | 22            | Atlanta      | 71    | Golden State    | 65              |             |             |  |    |                  |                  |                  |    |            |              |              |              |   |            |        |         |        |
|  | 11           |               |              |       | Golden State    | 65              |             |             |  |    |                  |                  |                  |    |            |              |              |              |   |            |        |         |        |
|  | 22           | Atlanta       | 68           |       |                 |                 |             |             |  |    |                  |                  |                  |    |            |              |              |              |   |            |        |         |        |
|  | 22           | Atlanta       | 68           |       | 22              | Atlanta         | 88          |             |  |    |                  |                  |                  |    |            |              |              |              |   |            |        |         |        |
|  |              |               |              |       | 22              | Atlanta         | 88          |             |  |    |                  |                  |                  |    |            |              |              |              |   |            |        |         |        |
|  |              | 6             | Portland     | 65    |                 |                 |             |             |  |    |                  |                  |                  |    |            |              |              |              |   |            |        |         |        |
|  |              | 6             | Portland     | 65    | Exempt          |                 |             |             |  |    |                  |                  |                  |    |            |              |              |              |   |            |        |         |        |
|  |              |               |              |       |                 |                 |             |             |  |    |                  |                  |                  |    |            |              |              |              |   |            |        |         |        |
|  | 6            | Portland      |              |       |                 |                 |             |             |  |    |                  |                  |                  |    |            |              |              |              |   |            |        |         |        |
|  | 6            | Portland      |              |       |                 |                 |             |             |  |    |                  |                  |                  | 14 | Houston    | 83           |              |              |   |            |        |         |        |
|  |              |               |              |       |                 |                 |             |             |  |    |                  |                  |                  |    | Houston    | 83           |              |              |   |            |        |         |        |
|  |              | 23            | Charlotte    | 79    |                 |                 |             |             |  |    |                  |                  |                  |    |            |              |              |              |   |            |        |         |        |
|  | 7            | 23            | Charlotte    | 79    | New Orleans     |                 |             |             |  |    |                  |                  |                  |    |            |              |              |              |   |            |        |         |        |
|  | 7            |               |              |       | New Orleans     |                 |             |             |  |    |                  |                  |                  |    |            |              |              |              |   |            |        |         |        |
|  |              | Exempt        |              |       |                 |                 |             |             |  |    |                  |                  |                  |    |            |              |              |              |   |            |        |         |        |
|  |              | 7             | New Orleans  | 75    |                 |                 |             |             |  |    |                  |                  |                  |    |            |              |              |              |   |            |        |         |        |
|  |              |               |              | 75    |                 |                 |             |             |  |    |                  |                  |                  |    |            |              |              |              |   |            |        |         |        |
|  |              | 23            | Charlotte    | 104   |                 |                 |             |             |  |    |                  |                  |                  |    |            |              |              |              |   |            |        |         |        |
|  | 10           | 23            | Charlotte    | 104   | Dallas          | 81              |             |             |  |    |                  |                  |                  |    |            |              |              |              |   |            |        |         |        |
|  | 10           |               |              |       | Dallas          | 81              |             |             |  |    |                  |                  |                  |    |            |              |              |              |   |            |        |         |        |
|  | 23           | Charlotte     | 82           |       |                 |                 |             |             |  |    |                  |                  |                  |    |            |              |              |              |   |            |        |         |        |
|  | 23           | Charlotte     | 82           |       |                 |                 |             |             |  | 23 | Charlotte        | 82               |                  |    |            |              |              |              |   |            |        |         |        |
|  |              |               |              |       |                 |                 |             |             |  | 23 | Charlotte        | 82               |                  |    |            |              |              |              |   |            |        |         |        |
|  |              | 2             | New York     | 79    |                 |                 |             |             |  |    |                  |                  |                  |    |            |              |              |              |   |            |        |         |        |
|  | 15           | 2             | New York     | 79    | D-League Select | 87              |             |             |  |    |                  |                  |                  |    |            |              |              |              |   |            |        |         |        |
|  | 15           |               |              |       | D-League Select | 87              |             |             |  |    |                  |                  |                  |    |            |              |              |              |   |            |        |         |        |
|  | 18           | Denver        | 75           |       |                 |                 |             |             |  |    |                  |                  |                  |    |            |              |              |              |   |            |        |         |        |
|  | 18           | Denver        | 75           |       | 15              | D-League Select | 73          |             |  |    |                  |                  |                  |    |            |              |              |              |   |            |        |         |        |
|  |              |               |              |       | 15              | D-League Select | 73          |             |  |    |                  |                  |                  |    |            |              |              |              |   |            |        |         |        |
|  |              | 2             | New York     | 80    |                 |                 |             |             |  |    |                  |                  |                  |    |            |              |              |              |   |            |        |         |        |
|  |              | 2             | New York     | 80    | Exempt          |                 |             |             |  |    |                  |                  |                  |    |            |              |              |              |   |            |        |         |        |
|  |              |               |              |       |                 |                 |             |             |  |    |                  |                  |                  |    |            |              |              |              |   |            |        |         |        |
|  | 2            | New York      |              |       |                 |                 |             |             |  |    |                  |                  |                  |    |            |              |              |              |   |            |        |         |        |

### Phases finales

#### Premier tour
| 16 juillet | Boxscore | Minnesota Timberwolves 86, Phoenix Suns 77                    | Minnesota Timberwolves 86, Phoenix Suns 77 | Minnesota Timberwolves 86, Phoenix Suns 77     |  | Cox Pavilion, Paradise, Nevada Arbitres : Kevin Scott, Mitchell Ervin, Charles Watson | NBA TV |
| 16 juillet | Boxscore | Score par quart-temps : 14-19, 23-14, 20-20, 29-24            |                                            |                                                |  | Cox Pavilion, Paradise, Nevada Arbitres : Kevin Scott, Mitchell Ervin, Charles Watson | NBA TV |
| 16 juillet | Boxscore | Zach LaVine 20 Gorgui Dieng 19 Fesenko, LaVine, G. Robinson 2 | Points Rebonds Passes d.                   | T. J. Warren 26 Miles Plumlee 12 Tyler Ennis 5 |  | Cox Pavilion, Paradise, Nevada Arbitres : Kevin Scott, Mitchell Ervin, Charles Watson | NBA TV |

| 16 juillet | Boxscore | Charlotte Hornets 82, Dallas Mavericks 81           | Charlotte Hornets 82, Dallas Mavericks 81 | Charlotte Hornets 82, Dallas Mavericks 81 |  | Thomas & Mack Center, Paradise, Nevada Arbitres : James Williams, Tre Maddox, Randy Richardson | NBA TV |
| 16 juillet | Boxscore | Score par quart-temps : 19-15, 34-21, 11-19, 18-26  |                                           |                                           |  | Thomas & Mack Center, Paradise, Nevada Arbitres : James Williams, Tre Maddox, Randy Richardson | NBA TV |
| 16 juillet | Boxscore | P. J. Hairston 18 Noah Vonleh 10 Mickey McConnell 3 | Points Rebonds Passes d.                  | Gal Mekel 17 Bernard James 7 Gal Mekel 6  |  | Thomas & Mack Center, Paradise, Nevada Arbitres : James Williams, Tre Maddox, Randy Richardson | NBA TV |

| 16 juillet | Boxscore | Atlanta Hawks 68, Golden State Warriors 65        | Atlanta Hawks 68, Golden State Warriors 65 | Atlanta Hawks 68, Golden State Warriors 65       |  | Cox Pavilion, Paradise, Nevada Arbitres : Matt Boland, Jason Goldberg, Brandon Hiers | NBA TV |
| 16 juillet | Boxscore | Score par quart-temps : 19-18, 19-16, 22-14, 8-17 |                                            |                                                  |  | Cox Pavilion, Paradise, Nevada Arbitres : Matt Boland, Jason Goldberg, Brandon Hiers | NBA TV |
| 16 juillet | Boxscore | Dennis Schröder 17 Adreian Payne 9 Stephen Holt 3 | Points Rebonds Passes d.                   | Justin Holiday 15 Ognjen Kuzmić 10 Aaron Craft 4 |  | Cox Pavilion, Paradise, Nevada Arbitres : Matt Boland, Jason Goldberg, Brandon Hiers | NBA TV |

| 16 juillet | Boxscore | Milwaukee Bucks 71, San Antonio Spurs 100                         | Milwaukee Bucks 71, San Antonio Spurs 100 | Milwaukee Bucks 71, San Antonio Spurs 100       |  | Thomas & Mack Center, Paradise, Nevada Arbitres : Eli Roe, Phenizee Ransom, Michael Pearson | NBA TV |
| 16 juillet | Boxscore | Score par quart-temps : 19-31, 15-23, 20-28, 17-18                |                                           |                                                 |  | Thomas & Mack Center, Paradise, Nevada Arbitres : Eli Roe, Phenizee Ransom, Michael Pearson | NBA TV |
| 16 juillet | Boxscore | Giannis Antetokounmpo 20 Giannis Antetokounmpo 7 Wolters, Brust 2 | Points Rebonds Passes d.                  | Kyle Anderson 14 JaMychal Green 6 Austin Daye 4 |  | Thomas & Mack Center, Paradise, Nevada Arbitres : Eli Roe, Phenizee Ransom, Michael Pearson | NBA TV |

| 16 juillet | Boxscore | Los Angeles Clippers 87, Miami Heat 96             | Los Angeles Clippers 87, Miami Heat 96 | Los Angeles Clippers 87, Miami Heat 96              |  | Cox Pavilion, Paradise, Nevada Arbitres : Nick Buchert, Sir Allen Connor, Jaston Carter | NBA TV |
| 16 juillet | Boxscore | Score par quart-temps : 21-20, 20-21, 24-28, 22-27 |                                        |                                                     |  | Cox Pavilion, Paradise, Nevada Arbitres : Nick Buchert, Sir Allen Connor, Jaston Carter | NBA TV |
| 16 juillet | Boxscore | Keith Benson 18 Shawn Jones 8 Armon Johnson 5      | Points Rebonds Passes d.               | Justin Hamilton 18 Tyler Honeycutt 15 Larry Drew 10 |  | Cox Pavilion, Paradise, Nevada Arbitres : Nick Buchert, Sir Allen Connor, Jaston Carter | NBA TV |

| 16 juillet | Boxscore | Toronto Raptors 77, Houston Rockets 93               | Toronto Raptors 77, Houston Rockets 93 | Toronto Raptors 77, Houston Rockets 93                      |  | Thomas & Mack Center, Paradise, Nevada Arbitres : Brent Barnaky, Justin Van Duyne, Josue Nieves | NBA TV |
| 16 juillet | Boxscore | Score par quart-temps : 31-17, 25-13, 5-27, 16-36    |                                        |                                                             |  | Thomas & Mack Center, Paradise, Nevada Arbitres : Brent Barnaky, Justin Van Duyne, Josue Nieves | NBA TV |
| 16 juillet | Boxscore | Dwight Buycks 24 Hassan Whiteside 10 Dwight Buycks 4 | Points Rebonds Passes d.               | Motiejūnas, Canaan 18 Robert Covington 9 Robert Covington 3 |  | Thomas & Mack Center, Paradise, Nevada Arbitres : Brent Barnaky, Justin Van Duyne, Josue Nieves | NBA TV |

| 16 juillet | Boxscore | Denver Nuggets 75, NBA D-League Select 87          | Denver Nuggets 75, NBA D-League Select 87 | Denver Nuggets 75, NBA D-League Select 87             |  | Cox Pavilion, Paradise, Nevada Arbitres : Scott Twardoski, Scott Bolnick, Ray Acosta | NBA TV |
| 16 juillet | Boxscore | Score par quart-temps : 14-19, 18-20, 19-17, 24-31 |                                           |                                                       |  | Cox Pavilion, Paradise, Nevada Arbitres : Scott Twardoski, Scott Bolnick, Ray Acosta | NBA TV |
| 16 juillet | Boxscore | Erick Green 17 Jerrelle Benimon 8 Gary Harris 4    | Points Rebonds Passes d.                  | Tony Mitchell 26 Bell-Holter, B. Davis 8 Tre Kelley 5 |  | Cox Pavilion, Paradise, Nevada Arbitres : Scott Twardoski, Scott Bolnick, Ray Acosta | NBA TV |

| 16 juillet | Boxscore | Los Angeles Lakers 63, Philadelphia 76ers 85            | Los Angeles Lakers 63, Philadelphia 76ers 85 | Los Angeles Lakers 63, Philadelphia 76ers 85              |  | Thomas & Mack Center, Paradise, Nevada Arbitres : JT Orr, Gediminis Petraitis, Dedric Taylor | NBA TV |
| 16 juillet | Boxscore | Score par quart-temps : 20-20, 10-32, 26-14, 7-19       |                                              |                                                           |  | Thomas & Mack Center, Paradise, Nevada Arbitres : JT Orr, Gediminis Petraitis, Dedric Taylor | NBA TV |
| 16 juillet | Boxscore | K. Murphy, Randle 12 Randle, Clarkson 6 Julius Randle 3 | Points Rebonds Passes d.                     | Kilpatrick, E. Millsap 19 Drew Gordon 10 Ware, Wilbekin 3 |  | Thomas & Mack Center, Paradise, Nevada Arbitres : JT Orr, Gediminis Petraitis, Dedric Taylor | NBA TV |

#### Second tour
| July 17 | Boxscore | Charlotte Hornets 104, New Orleans Pelicans 75      | Charlotte Hornets 104, New Orleans Pelicans 75 | Charlotte Hornets 104, New Orleans Pelicans 75       |  | Thomas & Mack Center, Paradise, Nevada Arbitres : JT Orr, Scott Bolnick, Don Hudson | NBA TV |
| July 17 | Boxscore | Score par quart-temps : 34-13, 18-27, 26-19, 26-16  |                                                |                                                      |  | Thomas & Mack Center, Paradise, Nevada Arbitres : JT Orr, Scott Bolnick, Don Hudson | NBA TV |
| July 17 | Boxscore | P. J. Hairston 21 Josh Davis 12 Mickey McConnell 11 | Points Rebonds Passes d.                       | Ru. Smith, Fells 19 Withey, Ru. Smith 5 Russ Smith 6 |  | Thomas & Mack Center, Paradise, Nevada Arbitres : JT Orr, Scott Bolnick, Don Hudson | NBA TV |

| 17 juillet | Boxscore | Minnesota Timberwolves 86, Sacramento Kings 100    | Minnesota Timberwolves 86, Sacramento Kings 100 | Minnesota Timberwolves 86, Sacramento Kings 100   |  | Cox Pavilion, Paradise, Nevada Arbitres : Matt Boland, Jaston Carter, Brett Nansel | NBA TV |
| 17 juillet | Boxscore | Score par quart-temps : 21-28, 26-27, 22-19, 17-26 |                                                 |                                                   |  | Cox Pavilion, Paradise, Nevada Arbitres : Matt Boland, Jaston Carter, Brett Nansel | NBA TV |
| 17 juillet | Boxscore | Shabazz Muhammad 24 Gorgui Dieng 12 Zach LaVine 4  | Points Rebonds Passes d.                        | Ben McLemore 22 Quincy Acy 7 Stauskas, McCallum 5 |  | Cox Pavilion, Paradise, Nevada Arbitres : Matt Boland, Jaston Carter, Brett Nansel | NBA TV |

| 17 juillet | Boxscore | San Antonio Spurs 86, Utah Jazz 77                 | San Antonio Spurs 86, Utah Jazz 77 | San Antonio Spurs 86, Utah Jazz 77            |  | Thomas & Mack Center, Paradise, Nevada Arbitres : Scott Twardoski, CJ Washington, Kip Kissinger | NBA TV |
| 17 juillet | Boxscore | Score par quart-temps : 16-17, 19-19, 18-18, 33-23 |                                    |                                               |  | Thomas & Mack Center, Paradise, Nevada Arbitres : Scott Twardoski, CJ Washington, Kip Kissinger | NBA TV |
| 17 juillet | Boxscore | Austin Daye 20 JaMychal Green 9 Ayres, Cotton 3    | Points Rebonds Passes d.           | Rodney Hood 19 Brock Motum 8 Malcolm Thomas 4 |  | Thomas & Mack Center, Paradise, Nevada Arbitres : Scott Twardoski, CJ Washington, Kip Kissinger | NBA TV |

| 17 juillet | Boxscore | Atlanta Hawks 88, Portland Trail Blazers 65          | Atlanta Hawks 88, Portland Trail Blazers 65 | Atlanta Hawks 88, Portland Trail Blazers 65   |  | Cox Pavilion, Paradise, Nevada Arbitres : Marat Kogut, Mitchell Ervin, Jonathan Sterling | NBA TV |
| 17 juillet | Boxscore | Score par quart-temps : 20-13, 18-20, 28-18, 22-14   |                                             |                                               |  | Cox Pavilion, Paradise, Nevada Arbitres : Marat Kogut, Mitchell Ervin, Jonathan Sterling | NBA TV |
| 17 juillet | Boxscore | Adreian Payne 19 Mike Muscala 7 Schröder, Releford 4 | Points Rebonds Passes d.                    | Bobby Brown 20 Will Barton 10 C.J. McCollum 3 |  | Cox Pavilion, Paradise, Nevada Arbitres : Marat Kogut, Mitchell Ervin, Jonathan Sterling | NBA TV |

| 17 juillet | Boxscore | Houston Rockets 96, Cleveland Cavaliers 90            | Houston Rockets 96, Cleveland Cavaliers 90 | Houston Rockets 96, Cleveland Cavaliers 90               |  | Thomas & Mack Center, Paradise, Nevada Arbitres : Kevin Cutler, Justin Van Duyne, Jeff Wooten | NBA TV |
| 17 juillet | Boxscore | Score par quart-temps : 18-18, 26-25, 29-20, 23-27    |                                            |                                                          |  | Thomas & Mack Center, Paradise, Nevada Arbitres : Kevin Cutler, Justin Van Duyne, Jeff Wooten | NBA TV |
| 17 juillet | Boxscore | Isaiah Canaan 28 Donatas Motiejūnas 11 Nick Johnson 5 | Points Rebonds Passes d.                   | A. Wiggins, Cherry 21 Carrick Felix 11 Cherry, Granger 3 |  | Thomas & Mack Center, Paradise, Nevada Arbitres : Kevin Cutler, Justin Van Duyne, Jeff Wooten | NBA TV |

| 17 juillet | Boxscore | Miami Heat 67, Washington Wizards 78                                            | Miami Heat 67, Washington Wizards 78 | Miami Heat 67, Washington Wizards 78             |  | Cox Pavilion, Paradise, Nevada Arbitres : Eddie F. Rush, Steven Anderson, Aaron Smith | NBA TV |
| 17 juillet | Boxscore | Score par quart-temps : 11-17, 20-16, 19-16, 17-29                              |                                      |                                                  |  | Cox Pavilion, Paradise, Nevada Arbitres : Eddie F. Rush, Steven Anderson, Aaron Smith | NBA TV |
| 17 juillet | Boxscore | Justin Hamilton 15 Justin Hamilton 9 Honeycutt, Hamilton, T. Johnson, Barthel 2 | Points Rebonds Passes d.             | Glen Rice, Jr. 22 Daniel Theis 11 Kwame Vaughn 4 |  | Cox Pavilion, Paradise, Nevada Arbitres : Eddie F. Rush, Steven Anderson, Aaron Smith | NBA TV |

| 17 juillet | Boxscore | Philadelphia 76ers 68, Chicago Bulls 79            | Philadelphia 76ers 68, Chicago Bulls 79 | Philadelphia 76ers 68, Chicago Bulls 79               |  | Thomas & Mack Center, Paradise, Nevada Arbitres : Karl Lane, Ben Taylor, Sir Allen Conner | NBA TV |
| 17 juillet | Boxscore | Score par quart-temps : 15-23, 26-20, 11-18, 16-18 |                                         |                                                       |  | Thomas & Mack Center, Paradise, Nevada Arbitres : Karl Lane, Ben Taylor, Sir Allen Conner | NBA TV |
| 17 juillet | Boxscore | Jordan McRae 25 Drew Gordon 8 Noel, E. Millsap 2   | Points Rebonds Passes d.                | Bairstow, Snell 18 Cameron Bairstow 8 Lazeric Jones 4 |  | Thomas & Mack Center, Paradise, Nevada Arbitres : Karl Lane, Ben Taylor, Sir Allen Conner | NBA TV |

| 17 juillet | Boxscore | NBA D-League Select 73, New York Knicks 80        | NBA D-League Select 73, New York Knicks 80 | NBA D-League Select 73, New York Knicks 80          |  | Cox Pavilion, Paradise, Nevada Arbitres : Haywoode Workman, Tyler Ford, Lauren Holtkamp | NBA TV |
| 17 juillet | Boxscore | Score par quart-temps : 22-13, 14-23, 9-24, 28-20 |                                            |                                                     |  | Cox Pavilion, Paradise, Nevada Arbitres : Haywoode Workman, Tyler Ford, Lauren Holtkamp | NBA TV |
| 17 juillet | Boxscore | Tony Mitchell Trent Lockett 9 Tre Kelley 6        | Points Rebonds Passes d.                   | Tim Hardaway, Jr. 25 Cameron Moore 7 Shane Larkin 5 |  | Cox Pavilion, Paradise, Nevada Arbitres : Haywoode Workman, Tyler Ford, Lauren Holtkamp | NBA TV |

#### Tournoi de consolation
| 18 juillet | Boxscore | Dallas Mavericks 88, Phoenix Suns 62               | Dallas Mavericks 88, Phoenix Suns 62 | Dallas Mavericks 88, Phoenix Suns 62                  |  | Cox Pavilion, Paradise, Nevada Arbitres : Kevin Scott, Marat Kogut, Kip Kissinger | NBA TV |
| 18 juillet | Boxscore | Score par quart-temps : 16-20, 21-12, 28-11, 23-19 |                                      |                                                       |  | Cox Pavilion, Paradise, Nevada Arbitres : Kevin Scott, Marat Kogut, Kip Kissinger | NBA TV |
| 18 juillet | Boxscore | Eric Griffin 20 Dee Bost 7 Ricky Ledo 9            | Points Rebonds Passes d.             | Elias Harris 15 Dionte Christmas 8 Dionte Christmas 3 |  | Cox Pavilion, Paradise, Nevada Arbitres : Kevin Scott, Marat Kogut, Kip Kissinger | NBA TV |

| 18 juillet | Boxscore | Milwaukee Bucks 79, Golden State Warriors 74       | Milwaukee Bucks 79, Golden State Warriors 74 | Milwaukee Bucks 79, Golden State Warriors 74            |  | Thomas & Mack Center, Paradise, Nevada Arbitres : James Williams, Tyler Ford, Ray Acosta | NBA TV |
| 18 juillet | Boxscore | Score par quart-temps : 19-13, 26-8, 15-22, 19-31  |                                              |                                                         |  | Thomas & Mack Center, Paradise, Nevada Arbitres : James Williams, Tyler Ford, Ray Acosta | NBA TV |
| 18 juillet | Boxscore | Jabari Parker 20 Jabari Parker 15 Parker, Taylor 2 | Points Rebonds Passes d.                     | Aaron Craft 10 James Michael McAdoo 7 Nemanja Nedović 4 |  | Thomas & Mack Center, Paradise, Nevada Arbitres : James Williams, Tyler Ford, Ray Acosta | NBA TV |

| 18 juillet | Boxscore | Los Angeles Clippers 60, Toronto Raptors 64       | Los Angeles Clippers 60, Toronto Raptors 64 | Los Angeles Clippers 60, Toronto Raptors 64          |  | Cox Pavilion, Paradise, Nevada Arbitres : Brent Barnaky, Josue Nieves, Don Hudson | NBA TV |
| 18 juillet | Boxscore | Score par quart-temps : 18-12, 9-24, 17-16, 16-12 |                                             |                                                      |  | Cox Pavilion, Paradise, Nevada Arbitres : Brent Barnaky, Josue Nieves, Don Hudson | NBA TV |
| 18 juillet | Boxscore | Lorenzo Brown 13 Jon Brockman 7 7 joueurs 1       | Points Rebonds Passes d.                    | DeAndre Daniels 15 DeAndre Daniels 14 Myck Kabongo 3 |  | Cox Pavilion, Paradise, Nevada Arbitres : Brent Barnaky, Josue Nieves, Don Hudson | NBA TV |

| 18 juillet | Boxscore | Denver Nuggets 77, Los Angeles Lakers 83              | Denver Nuggets 77, Los Angeles Lakers 83 | Denver Nuggets 77, Los Angeles Lakers 83            |  | Thomas & Mack Center, Paradise, Nevada Arbitres : Kevin Cutler, Jason Goldenberg, Gediminas Petraitis | NBA TV |
| 18 juillet | Boxscore | Score par quart-temps : 17-29, 26-14, 11-13, 23-27    |                                          |                                                     |  | Thomas & Mack Center, Paradise, Nevada Arbitres : Kevin Cutler, Jason Goldenberg, Gediminas Petraitis | NBA TV |
| 18 juillet | Boxscore | Erick Green 20 Jerrelle Benimon 15 Jerrelle Benimon 4 | Points Rebonds Passes d.                 | K. Murphy, Randle 14 Jerome Jordan 7 DeAndre Kane 3 |  | Thomas & Mack Center, Paradise, Nevada Arbitres : Kevin Cutler, Jason Goldenberg, Gediminas Petraitis | NBA TV |

| 18 juillet | Boxscore | Philadelphia 76ers 87, NBA D-League Select 91                           | Philadelphia 76ers 87, NBA D-League Select 91 | Philadelphia 76ers 87, NBA D-League Select 91 | OT | Cox Pavilion, Paradise, Nevada Arbitres : Haywoode Workman, Steven Anderson, Brandon Hiers | NBA TV |
| 18 juillet | Boxscore | Score par quart-temps : 13-18, 25-15, 27-23, 20-29 ; prolongation : 2-6 |                                               |                                               | OT | Cox Pavilion, Paradise, Nevada Arbitres : Haywoode Workman, Steven Anderson, Brandon Hiers | NBA TV |
| 18 juillet | Boxscore | Adonis Thomas 22 Jamelle Hagins 13 Scottie Wilbekin 5                   | Points Rebonds Passes d.                      | Devin Ebanks 23 Travis Hyman 13 Tre Kelley 9  | OT | Cox Pavilion, Paradise, Nevada Arbitres : Haywoode Workman, Steven Anderson, Brandon Hiers | NBA TV |

| 18 juillet | Boxscore | Miami Heat 90, Cleveland Cavaliers 95              | Miami Heat 90, Cleveland Cavaliers 95 | Miami Heat 90, Cleveland Cavaliers 95        |  | Thomas & Mack Center, Paradise, Nevada Arbitres : Nick Buchert, Michael Pearson, Jonathan Sterling | NBA TV |
| 18 juillet | Boxscore | Score par quart-temps : 15-24, 25-24, 26-20, 24-27 |                                       |                                              |  | Thomas & Mack Center, Paradise, Nevada Arbitres : Nick Buchert, Michael Pearson, Jonathan Sterling | NBA TV |
| 18 juillet | Boxscore | Tyler Johnson 20 Tyler Honeycutt 7 Larry Drew 5    | Points Rebonds Passes d.              | Steven Gray 17 Dwight Powell 9 Will Cherry 6 |  | Thomas & Mack Center, Paradise, Nevada Arbitres : Nick Buchert, Michael Pearson, Jonathan Sterling | NBA TV |

| 18 juillet | Boxscore | Portland Trail Blazers 73, Utah Jazz 75           | Portland Trail Blazers 73, Utah Jazz 75 | Portland Trail Blazers 73, Utah Jazz 75                             |  | Thomas & Mack Center, Paradise, Nevada Arbitres : Eli Roe, Aaron Smith, Jeff Wooten | NBA TV |
| 18 juillet | Boxscore | Score par quart-temps : 11-4, 14-25, 21-26, 27-20 |                                         |                                                                     |  | Thomas & Mack Center, Paradise, Nevada Arbitres : Eli Roe, Aaron Smith, Jeff Wooten | NBA TV |
| 18 juillet | Boxscore | C.J. McCollum 21 Allen Crabbe 8 Bobby Brown 6     | Points Rebonds Passes d.                | Malcolm Thomas 16 Rudy Gobert 15 M. Thomas, Exum, I. Clark, Motum 3 |  | Thomas & Mack Center, Paradise, Nevada Arbitres : Eli Roe, Aaron Smith, Jeff Wooten | NBA TV |

| 18 juillet | Boxscore | Minnesota Timberwolves 97, New Orleans Pelicans 78 | Minnesota Timberwolves 97, New Orleans Pelicans 78 | Minnesota Timberwolves 97, New Orleans Pelicans 78       |  | Cox Pavilion, Paradise, Nevada Arbitres : Tre Maddox, Ben Taylor, Charles Watson | NBA TV |
| 18 juillet | Boxscore | Score par quart-temps : 22-30, 23-16, 22-17, 30-15 |                                                    |                                                          |  | Cox Pavilion, Paradise, Nevada Arbitres : Tre Maddox, Ben Taylor, Charles Watson | NBA TV |
| 18 juillet | Boxscore | Zach LaVine 22 Gorgui Dieng 9 D. J. Kennedy 7      | Points Rebonds Passes d.                           | Russ Smith 21 Patric Young 12 Withey, Ru. Smith, Gaddy 3 |  | Cox Pavilion, Paradise, Nevada Arbitres : Tre Maddox, Ben Taylor, Charles Watson | NBA TV |

#### Quarts de finale
| 19 juillet | Boxscore | Charlotte Hornets 82, New York Knicks 79             | Charlotte Hornets 82, New York Knicks 79 | Charlotte Hornets 82, New York Knicks 79                 |  | Thomas & Mack Center, Paradise, Nevada Arbitres : Brent Barnaky, Scott Bolnick, Dedric Taylor | NBA TV |
| 19 juillet | Boxscore | Score par quart-temps : 18-17, 21-20, 23-12, 20-30   |                                          |                                                          |  | Thomas & Mack Center, Paradise, Nevada Arbitres : Brent Barnaky, Scott Bolnick, Dedric Taylor | NBA TV |
| 19 juillet | Boxscore | Justin Brownlee 16 Noah Vonleh 10 Mickey McConnell 6 | Points Rebonds Passes d.                 | Tim Hardaway, Jr. 27 Cleanthony Early 10 Tyler, Larkin 3 |  | Thomas & Mack Center, Paradise, Nevada Arbitres : Brent Barnaky, Scott Bolnick, Dedric Taylor | NBA TV |

| 19 juillet | Boxscore | Atlanta Hawks 71, Houston Rockets 78                   | Atlanta Hawks 71, Houston Rockets 78 | Atlanta Hawks 71, Houston Rockets 78                        |  | Thomas & Mack Center, Paradise, Nevada Arbitres : James Williams, Karl Lane, Justin Van Duyne | NBA TV |
| 19 juillet | Boxscore | Score par quart-temps : 15-23, 24-20, 20-15, 12-20     |                                      |                                                             |  | Thomas & Mack Center, Paradise, Nevada Arbitres : James Williams, Karl Lane, Justin Van Duyne | NBA TV |
| 19 juillet | Boxscore | Muscala, Schröder 16 Adreian Payne 9 Dennis Schröder 4 | Points Rebonds Passes d.             | Donatas Motiejūnas 19 Donatas Motiejūnas 13 Isaiah Canaan 5 |  | Thomas & Mack Center, Paradise, Nevada Arbitres : James Williams, Karl Lane, Justin Van Duyne | NBA TV |

| 19 juillet | Boxscore | Sacramento Kings 80, Chicago Bulls 61                     | Sacramento Kings 80, Chicago Bulls 61 | Sacramento Kings 80, Chicago Bulls 61            |  | Thomas & Mack Center, Paradise, Nevada Arbitres : Eddie F. Rush, Lauren Holtkamp, Scott Twardoski | NBA TV |
| 19 juillet | Boxscore | Score par quart-temps : 16-11, 26-18, 16-20, 22-12        |                                       |                                                  |  | Thomas & Mack Center, Paradise, Nevada Arbitres : Eddie F. Rush, Lauren Holtkamp, Scott Twardoski | NBA TV |
| 19 juillet | Boxscore | McLemore, M. Brooks 1 Eric Moreland 8 Ray McCallum, Jr. 4 | Points Rebonds Passes d.              | Tony Snell 20 Cameron Bairstow 8 Lazeric Jones 6 |  | Thomas & Mack Center, Paradise, Nevada Arbitres : Eddie F. Rush, Lauren Holtkamp, Scott Twardoski | NBA TV |

| 19 juillet | Boxscore | San Antonio Spurs 94, Washington Wizards 95                                       | San Antonio Spurs 94, Washington Wizards 95 | San Antonio Spurs 94, Washington Wizards 95                        | 3OT | Thomas & Mack Center, Paradise, Nevada Arbitres : Eli Roe, Nick Buchert, Gediminis Petraitis | NBA TV |
| 19 juillet | Boxscore | Score par quart-temps : 21-20, 28-19, 12-24, 20-18 ; prolongation : 3-3, 6-6, 4-5 |                                             |                                                                    | 3OT | Thomas & Mack Center, Paradise, Nevada Arbitres : Eli Roe, Nick Buchert, Gediminis Petraitis | NBA TV |
| 19 juillet | Boxscore | Austin Daye 27 Jeff Ayres 14 Bryce Cotton 6                                       | Points Rebonds Passes d.                    | Glen Rice, Jr. 36 Glen Rice, Jr. 11 Porter, Rice, Burton, Vaughn 3 | 3OT | Thomas & Mack Center, Paradise, Nevada Arbitres : Eli Roe, Nick Buchert, Gediminis Petraitis | NBA TV |

#### Demi-finales
| 20 juillet | Boxscore | Charlotte Hornets 79, Houston Rockets 83            | Charlotte Hornets 79, Houston Rockets 83 | Charlotte Hornets 79, Houston Rockets 83               |  | Thomas & Mack Center, Paradise, Nevada Arbitres : Haywoode Workman, Justin Van Duyne, Lauren Holtkamp | NBA TV |
| 20 juillet | Boxscore | Score par quart-temps : 17-17, 23-24, 22-27, 17-15  |                                          |                                                        |  | Thomas & Mack Center, Paradise, Nevada Arbitres : Haywoode Workman, Justin Van Duyne, Lauren Holtkamp | NBA TV |
| 20 juillet | Boxscore | P. J. Hairston 27 Noah Vonleh 16 Mickey McConnell 4 | Points Rebonds Passes d.                 | Isaiah Canaan 24 Donatas Motiejūnas 13 Geron Johnson 4 |  | Thomas & Mack Center, Paradise, Nevada Arbitres : Haywoode Workman, Justin Van Duyne, Lauren Holtkamp | NBA TV |

| 20 juillet | Boxscore | Sacramento Kings 74, Washington Wizards 62             | Sacramento Kings 74, Washington Wizards 62 | Sacramento Kings 74, Washington Wizards 62        |  | Thomas & Mack Center, Paradise, Nevada Arbitres : Tre Maddox, Dedric Taylor, JT Orr | NBA TV |
| 20 juillet | Boxscore | Score par quart-temps : 18-11, 27-13, 13-24, 16-14     |                                            |                                                   |  | Thomas & Mack Center, Paradise, Nevada Arbitres : Tre Maddox, Dedric Taylor, JT Orr | NBA TV |
| 20 juillet | Boxscore | MarShon Brooks 14 Eric Moreland 12 Ray McCallum, Jr. 3 | Points Rebonds Passes d.                   | Glen Rice, Jr. 24 Glen Rice, Jr. 9 Kwame Vaughn 4 |  | Thomas & Mack Center, Paradise, Nevada Arbitres : Tre Maddox, Dedric Taylor, JT Orr | NBA TV |

#### Finale
| 21 juillet | Boxscore | Houston Rockets 68, Sacramento Kings 77            | Houston Rockets 68, Sacramento Kings 77 | Houston Rockets 68, Sacramento Kings 77          |  | Thomas & Mack Center, Paradise, Nevada Arbitres : Eddie F. Rush, Haywoode Workman, Nick Buchert | NBA TV |
| 21 juillet | Boxscore | Score par quart-temps : 17-16, 17-20, 18-14, 16-27 |                                         |                                                  |  | Thomas & Mack Center, Paradise, Nevada Arbitres : Eddie F. Rush, Haywoode Workman, Nick Buchert | NBA TV |
| 21 juillet | Boxscore | Nick Johnson 17 Tarik Black 10 Isaiah Canaan 6     | Points Rebonds Passes d.                | Ray McCallum 29 Eric Moreland 10 Ra'Shad James 2 |  | Thomas & Mack Center, Paradise, Nevada Arbitres : Eddie F. Rush, Haywoode Workman, Nick Buchert | NBA TV |

### Classement final
| #  | Équipe                 | MJ | V | D | PCT   | QT   |
| -- | ---------------------- | -- | - | - | ----- | ---- |
| 1  | Sacramento Kings       | 7  | 6 | 1 | 85,7% | 19   |
| 2  | Houston Rockets        | 8  | 5 | 3 | 62,5% | 16   |
| 3  | Washington Wizards     | 6  | 5 | 1 | 83,3% | 10   |
| 4  | Charlotte Hornets      | 7  | 3 | 4 | 42,9% | 13.5 |
| 5  | Chicago Bulls          | 5  | 4 | 1 | 80,0% | 16   |
| 6  | New York Knicks        | 5  | 4 | 1 | 80,0% | 12   |
| 7  | San Antonio Spurs      | 6  | 4 | 2 | 66,7% | 12   |
| 8  | Atlanta Hawks          | 6  | 2 | 4 | 33,3% | 12   |
| 9  | Cleveland Cavaliers    | 5  | 4 | 1 | 80,0% | 11   |
| 10 | Utah Jazz              | 5  | 3 | 2 | 60,0% | 12   |
| 11 | NBA D-League Select    | 6  | 3 | 3 | 50,0% | 12   |
| 12 | Portland Trail Blazers | 5  | 2 | 3 | 40,0% | 11   |
| 13 | New Orleans Pelicans   | 5  | 2 | 3 | 40,0% | 10   |
| 14 | Miami Heat             | 6  | 2 | 4 | 33,3% | 15   |
| 15 | Philadelphia 76ers     | 6  | 2 | 4 | 33,3% | 10.5 |
| 16 | Minnesota Timberwolves | 6  | 2 | 4 | 33,3% | 10.5 |
| 17 | Dallas Mavericks       | 5  | 3 | 2 | 60,0% | 11   |
| 18 | Phoenix Suns           | 5  | 2 | 3 | 40,0% | 10   |
| 19 | Golden State Warriors  | 5  | 2 | 3 | 40,0% | 9    |
| 20 | Los Angeles Lakers     | 5  | 2 | 3 | 40,0% | 9    |
| 21 | Toronto Raptors        | 5  | 2 | 3 | 40,0% | 7    |
| 22 | Los Angeles Clippers   | 5  | 1 | 4 | 20,0% | 7    |
| 23 | Milwaukee Bucks        | 5  | 1 | 4 | 20,0% | 6.5  |
| 24 | Denver Nuggets         | 5  | 1 | 4 | 20,0% | 6    |

### Leaders statistiques
| Joueur            | Équipe                 | PTS  |
| ----------------- | ---------------------- | ---- |
| Glen Rice, Jr.    | Washington Wizards     | 25.0 |
| Tim Hardaway, Jr. | New York Knicks        | 22.8 |
| Jordan McRae      | Philadelphia 76ers     | 21.0 |
| C.J. McCollum     | Portland Trail Blazers | 20.2 |
| Tony Snell        | Chicago Bulls          | 20.0 |

| Joueur           | Équipe                 | REB  |
| ---------------- | ---------------------- | ---- |
| Cole Aldrich     | New York Knicks        | 15.0 |
| Jerrelle Benimon | Denver Nuggets         | 11.3 |
| Miles Plumlee    | Phoenix Suns           | 11.0 |
| Gorgui Dieng     | Minnesota Timberwolves | 10.2 |
| Josh Davis       | Charlotte Hornets      | 10.1 |

| Joueur              | Équipe               | PAD |
| ------------------- | -------------------- | --- |
| Russ Smith          | New Orleans Pelicans | 6.4 |
| Tre Kelley          | NBA D-League Select  | 5.2 |
| Matthew Dellavedova | Cleveland Cavaliers  | 4.7 |
| Maalik Wayns        | Washington Wizards   | 4.7 |
| Lazeric Jones       | Chicago Bulls        | 4.6 |

### Honneurs

#### All-NBA Summer League First Team
- Doug McDermott, Chicago Bulls
- Donatas Motiejūnas, Houston Rockets
- Otto Porter, Washington Wizards
- Glen Rice, Jr., Washington Wizards (MVP)
- Tony Snell, Chicago Bulls

#### All-NBA Summer League Second Team
- Rudy Gobert, Utah Jazz
- Tim Hardaway, Jr., New York Knicks
- Jordan McRae, Philadelphia 76ers
- Russ Smith, New Orleans Pelicans
- T. J. Warren, Phoenix Suns

Championship Game MVP: Ray McCallum, Sacramento Kings